# Industrie minière en Limousin

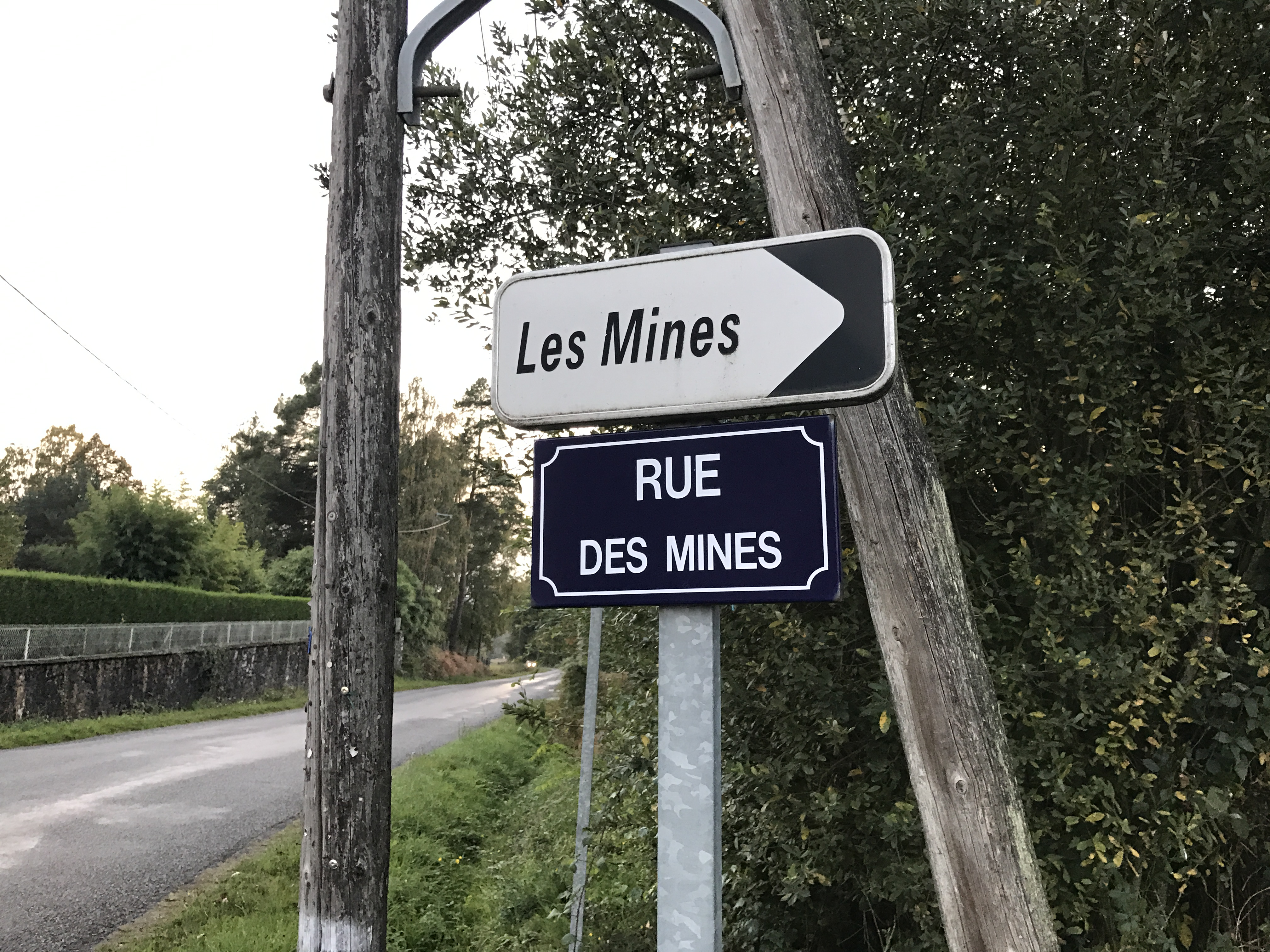
Toponyme évoquant la présence d'anciennes mines près de Rilhac-Rancon (Haute-Vienne).

Région culturelle et ancienne région administrative du centre-ouest de la France, le Limousin est plutôt riche en ressources minières, comme l'ensemble du Massif central dont il occupe la bordure nord-occidentale.
Toutefois, à l'exception de quelques carrières (granit principalement), les exploitations historiquement et essentiellement tournées vers l'extraction de l'or, de la houille, du kaolin et de l'uranium sont de nos jours fermées, progressivement stoppées dans le courant du XXe siècle.
Durant les XIXe et XXe siècles principalement, mais pour certaines dès l'époque antique, ces différentes activités extractives ont contribué à façonner les paysages et l'identité sociale, culturelle et économique de ce territoire largement rural.

## Histoire du secteur minier en Limousin

### L'or du Limousin

#### Utilisation à l'Antiquité

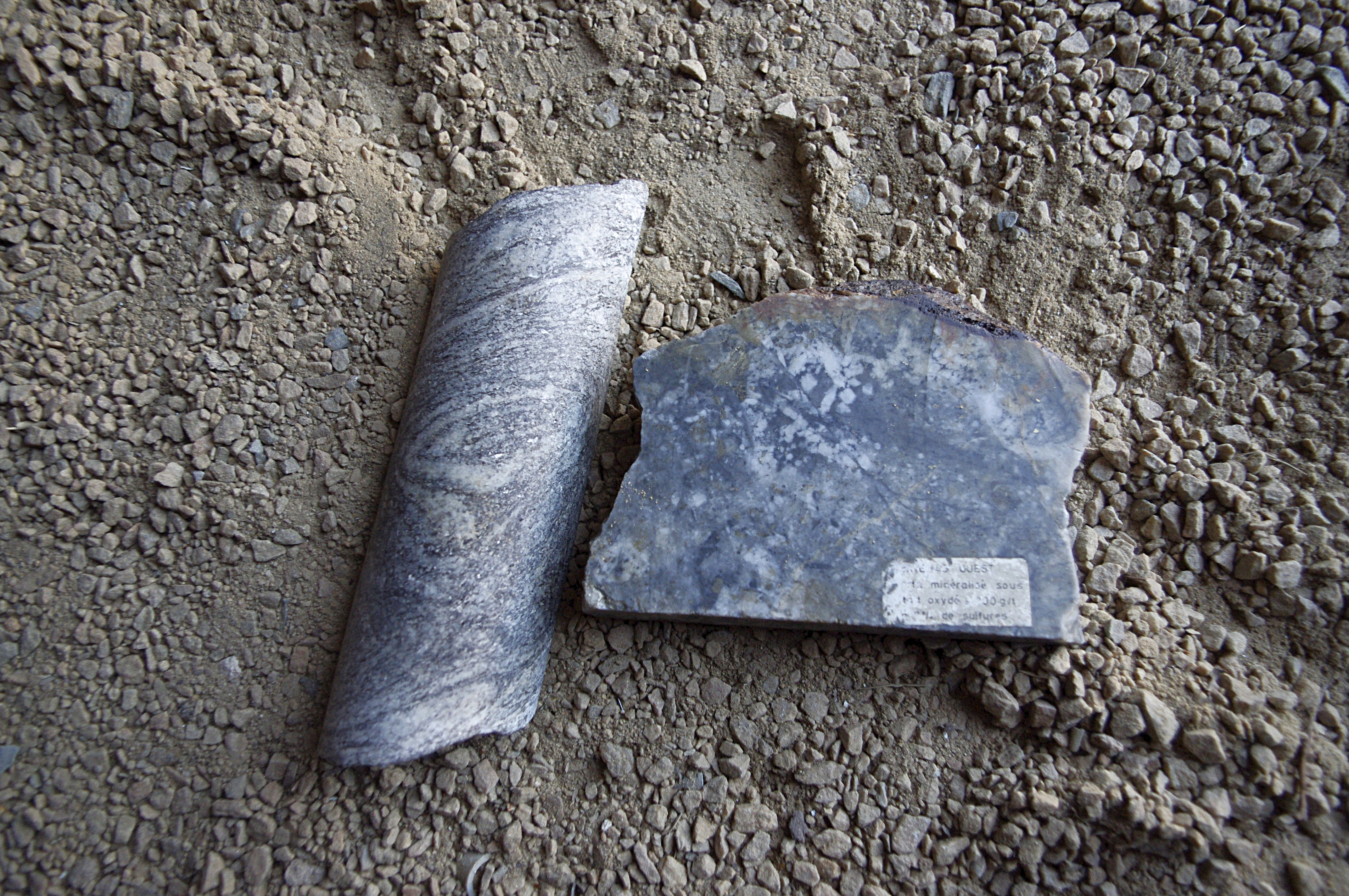
Quartz aurifère, Le Chalard.

Plusieurs sources relatent les richesses minières aurifères de la Gaule, bien qu'aucune ne paraisse mentionner le territoire de l'actuel Limousin. Ce dernier serait apparu comme riche en gisements aurifères, présence évoquée par nombre de toponymes, tels la rivière Aurence, près de Limoges, les villages de Laurière (en Haute-Vienne et en Corrèze), ou encore Beaune-les-Mines, mais aussi mis au jour par des fouilles préventives, comme celles conduites à travers le chantier de l'autoroute A89 aux Angles-sur-Corrèze par Assumptio Toledo i Mur, en 1999, ou encore sur d'anciens sites miniers de l'âge du fer ré-exploités a posteriori.

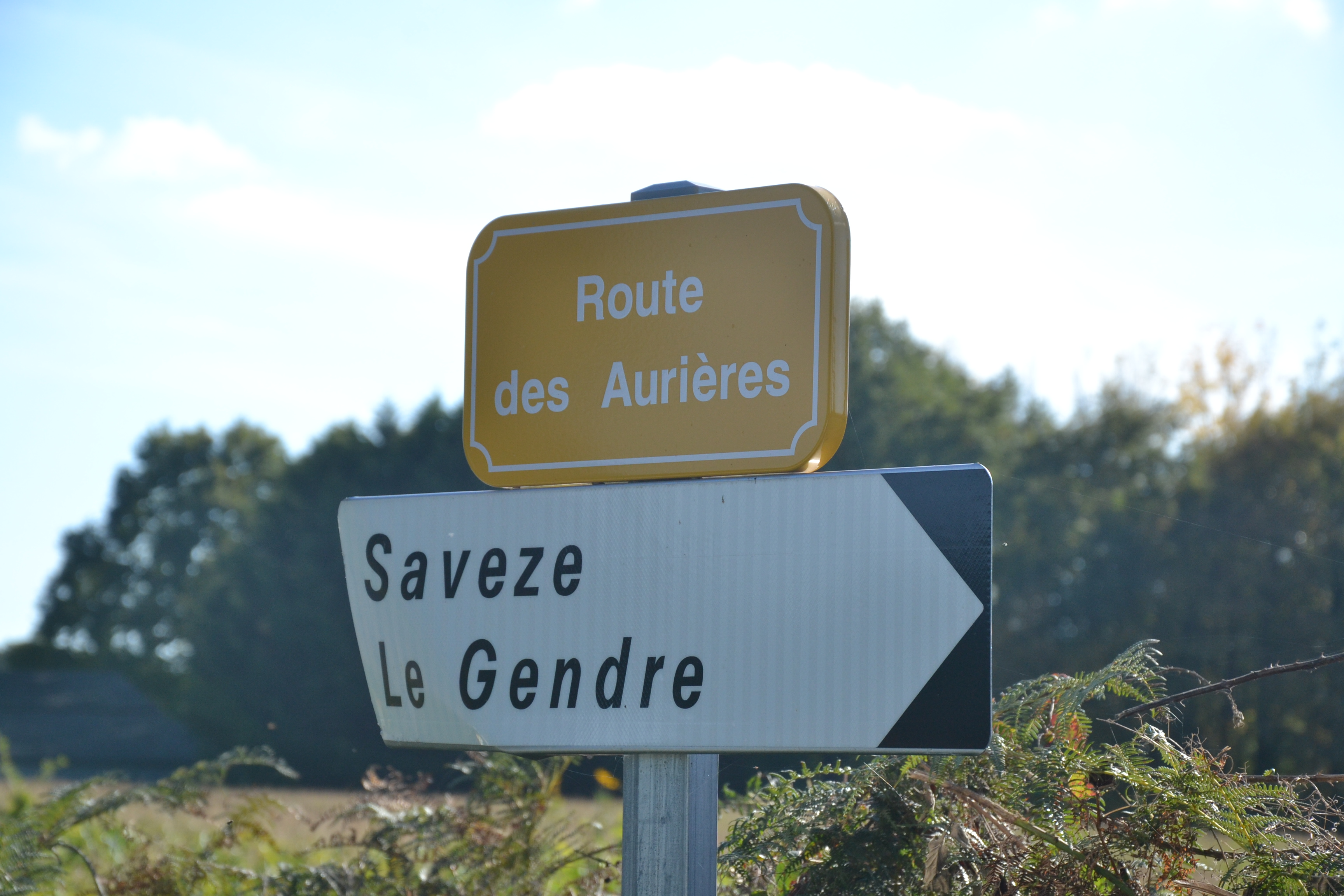
La toponymie (ici à Saint-Priest-Ligoure en Haute-Vienne, marqueur de l'activité minière.

De multiples recherches,, ont permis d'établir le constat selon lequel 10 % du territoire occupé par la tribu gauloise des Lémovices était couvert par des zones minières aurifères, ce qui représente environ 250 mines et 1 200 à 2 000 excavations. Béatrice Cauuet identifie principalement deux secteurs riches en exploitations : le secteur de Saint-Yrieix-la-Perche (sud de la Haute-Vienne actuelle) et les monts d'Ambazac. 
On a également pu prendre connaissance des techniques de travail minier de l'époque (abattage du minerai par fragilisation du quartz au feu par exemple), au sein de ces excavations accessibles en surface, entourées de remblais et connues au XIXe siècle, qui aboutissaient sur des chantiers souterrains vraisemblablement plus modernes, et étaient complétées de petits sites de traitement et travail du minerai. Les sites découverts dans la zone de Saint-Yrieix s'étalent entre Meilhards, à l'est, et Saint-Priest-les-Fougères, à l'ouest. On estime vaguement la quantité d'or extraite à quelques dizaines de tonnes.
Une recherche notoire des minerais d'étain (dans les monts de Blond en particulier), ou encore de fer (région d'Ussel et Bort-les-Orgues) et d'argent est également attestée. 
Cette « tradition » minière non négligeable disparaît avec l'invasion romaine au Ier siècle av. J.-C.. Ce passé est ensuite progressivement oublié.

Probables aurières antiques redécouvertes à l'époque contemporaine
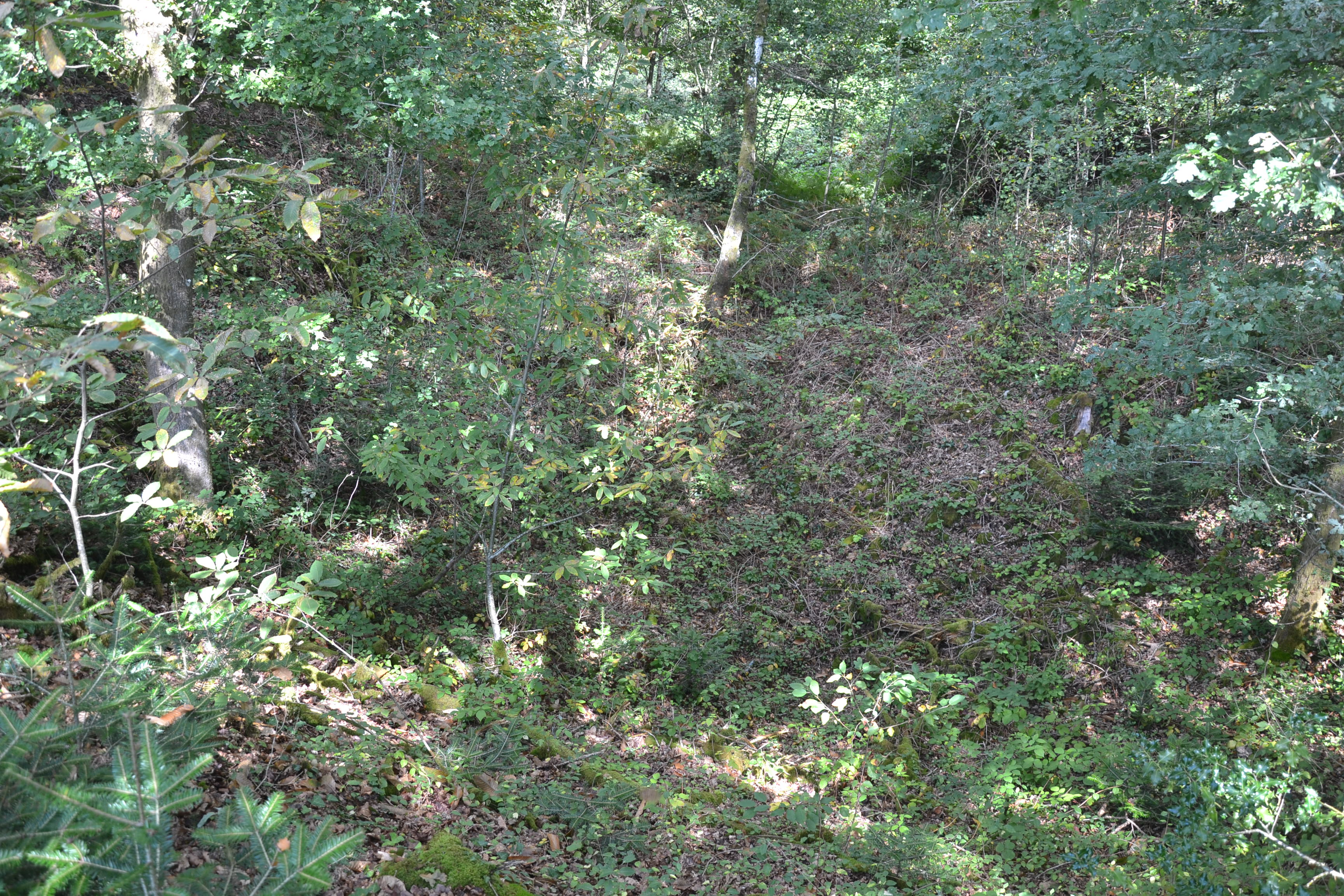
Ancienne aurière à Saint-Dizier-Leyrenne (Creuse).
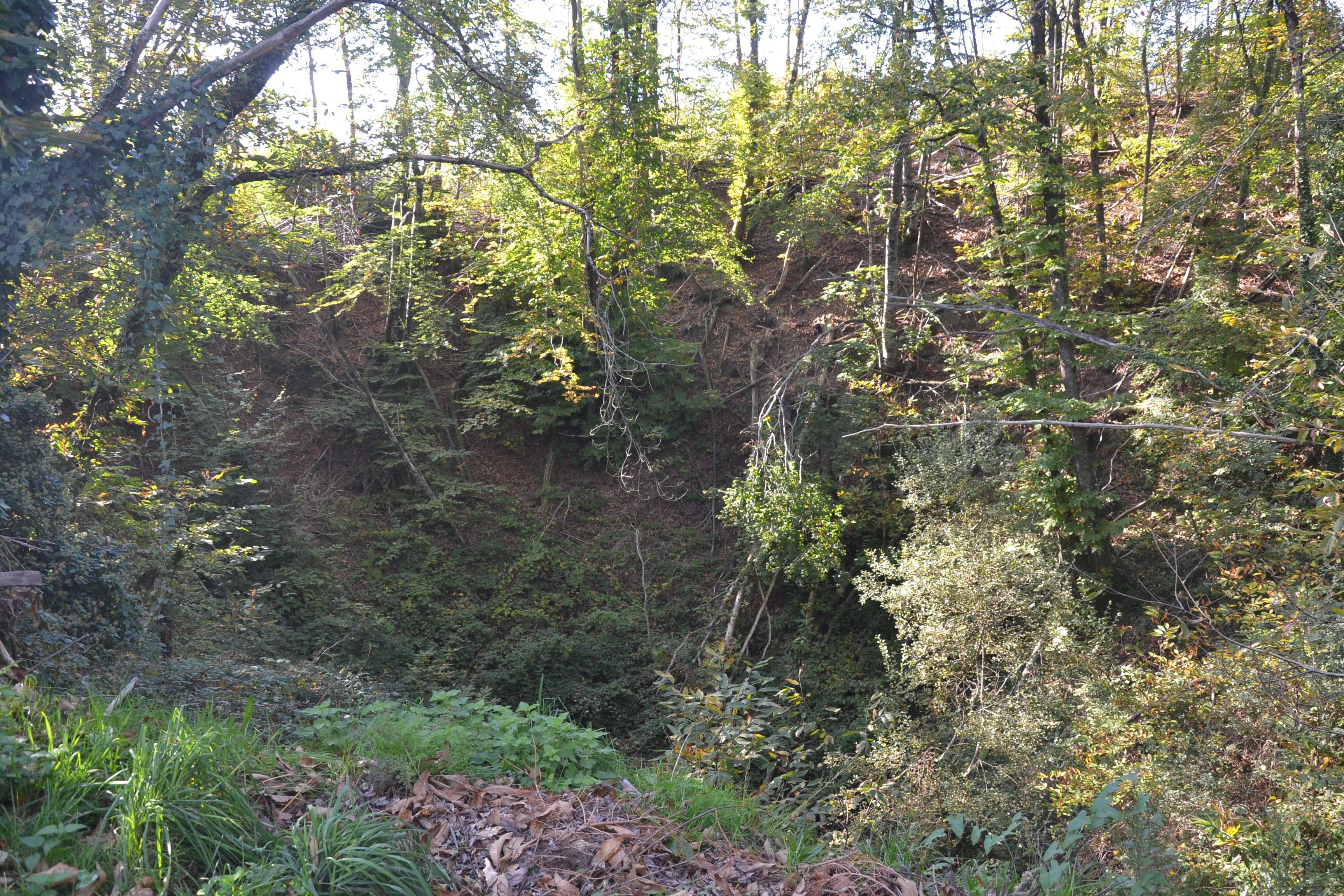
Ancienne aurière de Puy-Chétif (Saint-Yrieix-la-Perche, Haute-Vienne).
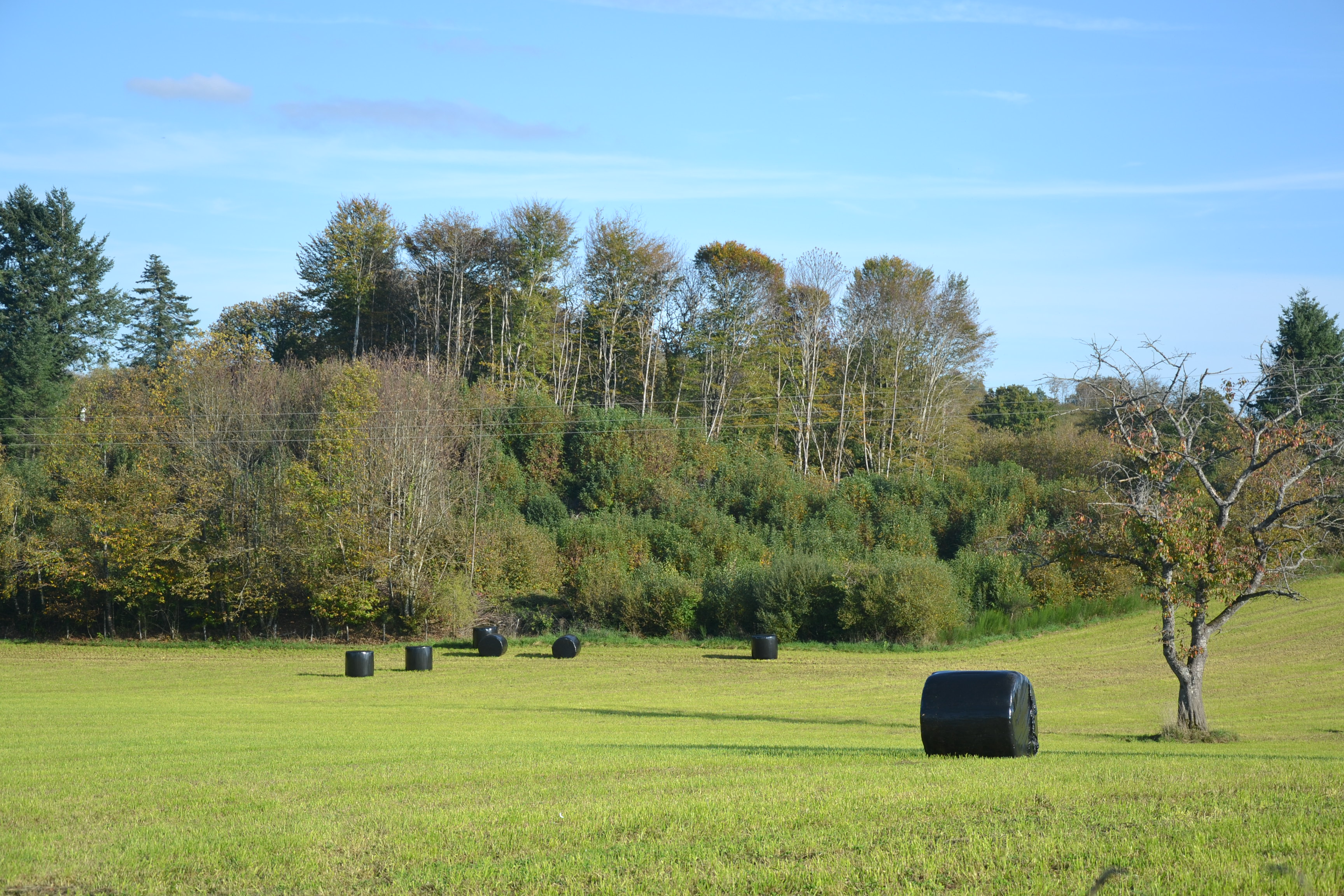
Relief traduisant le remblai de l'aurière de Puy-Chétif.

#### Deuxième période d'activité (XXesiècle)

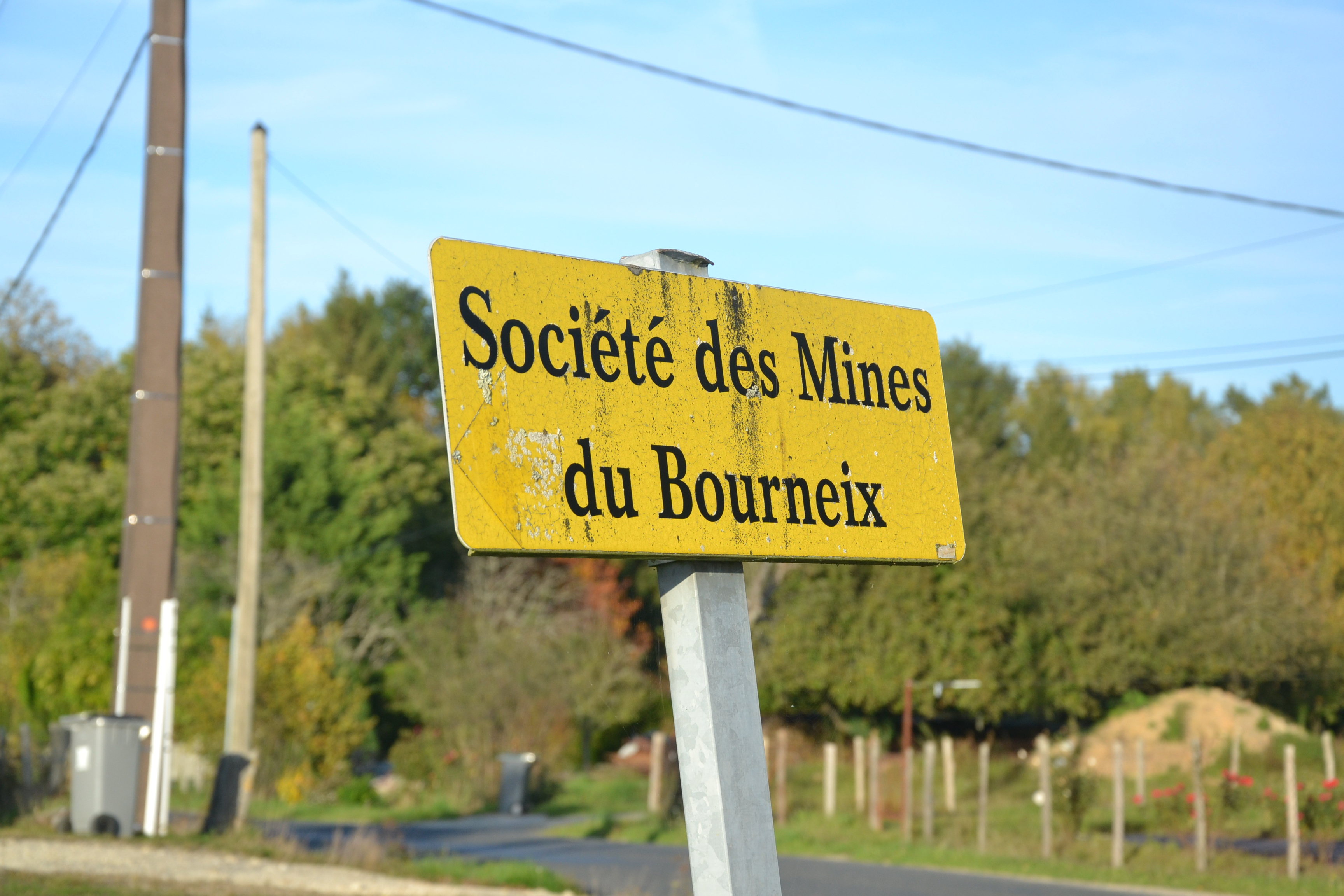
Panneau indiquant une ancienne mine de la Société des mines du Bourneix à Douillac (Saint-Yrieix-la-Perche, Haute-Vienne).

La redécouverte de ce passé au XIXe siècle par l'ingénieur des mines François Ernest Mallard conduit à une nouvelle recherche active du minerai dans la première moitié du XXe siècle. D'abord anarchiques, les prospections sont plus méthodiques et plus fructueuses après la Première Guerre mondiale. Plusieurs mines sont ouvertes à Beaune-les-Mines, au nord de Limoges. Certaines exploitations, comme celle de Lauriéras, prennent place à l'endroit-même où les populations celtiques avaient creusé de premières aurières. Les mines de Cheni, Douillac et de Nouzilleras et leurs cités ouvrières, à quelques kilomètres au nord de Saint-Yrieix, témoignent de cette activité contemporaine, qui périclite après la Seconde Guerre mondiale. En 1988, une filiale de la Cogema, la Société des mines du Bourneix, prend en charge l'exploitation de trois sites aurifères (le Bourneix, ouvert en 1982 et fermé en 2002 après les deux cités ci-après, l'Auriéras, les Renardières). Ce bref regain d'activité s'accompagne aussi de nouvelles études archéologiques, qui en plus de la microtoponymie, peuvent s'appuyer sur l'archéologie aérienne, qui peu à peu mettent fin à certains amalgames qui avaient attribué à de nombreux sites aurifères une qualité kaolinifère.
Le suivi environnemental du site du Bourneix est assuré par le CESAAM, implanté à Bessines-sur-Gartempe.

Sites exploités au XXe siècle
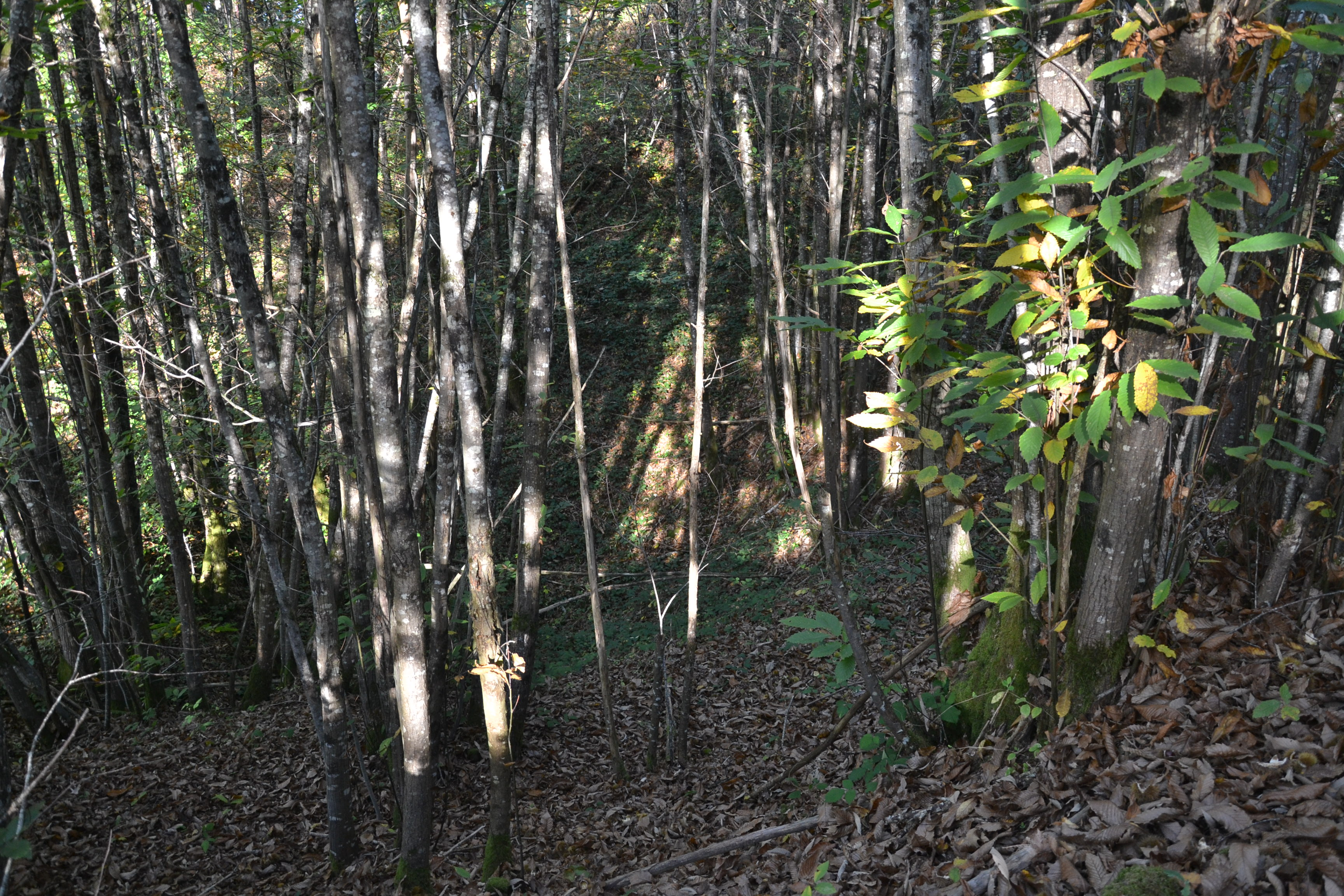
Ancienne mine de Nouzilleras (Saint-Yrieix-la-Perche, Haute-Vienne).
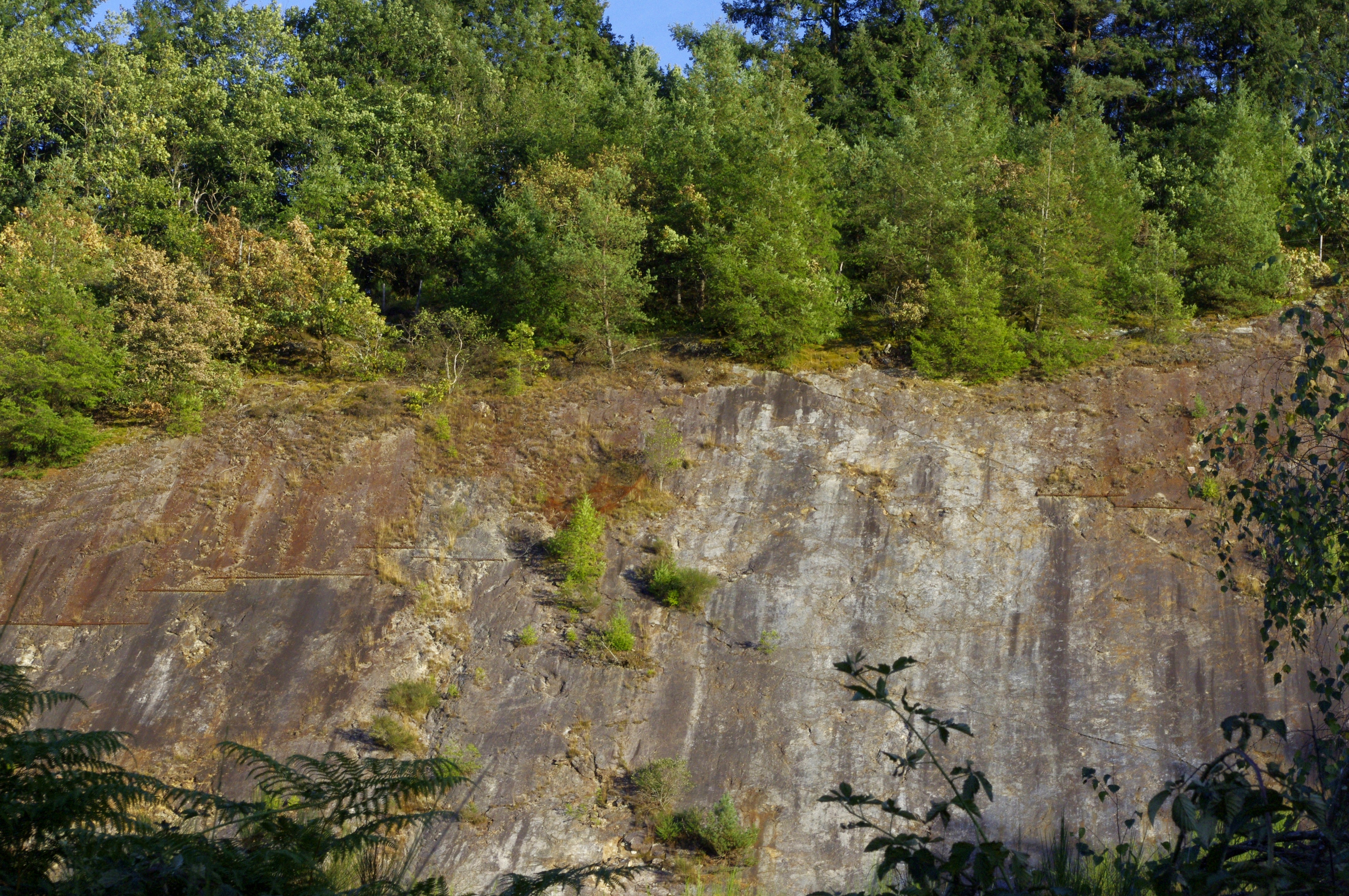
Ancienne mine, Le Chalard (Haute-Vienne).
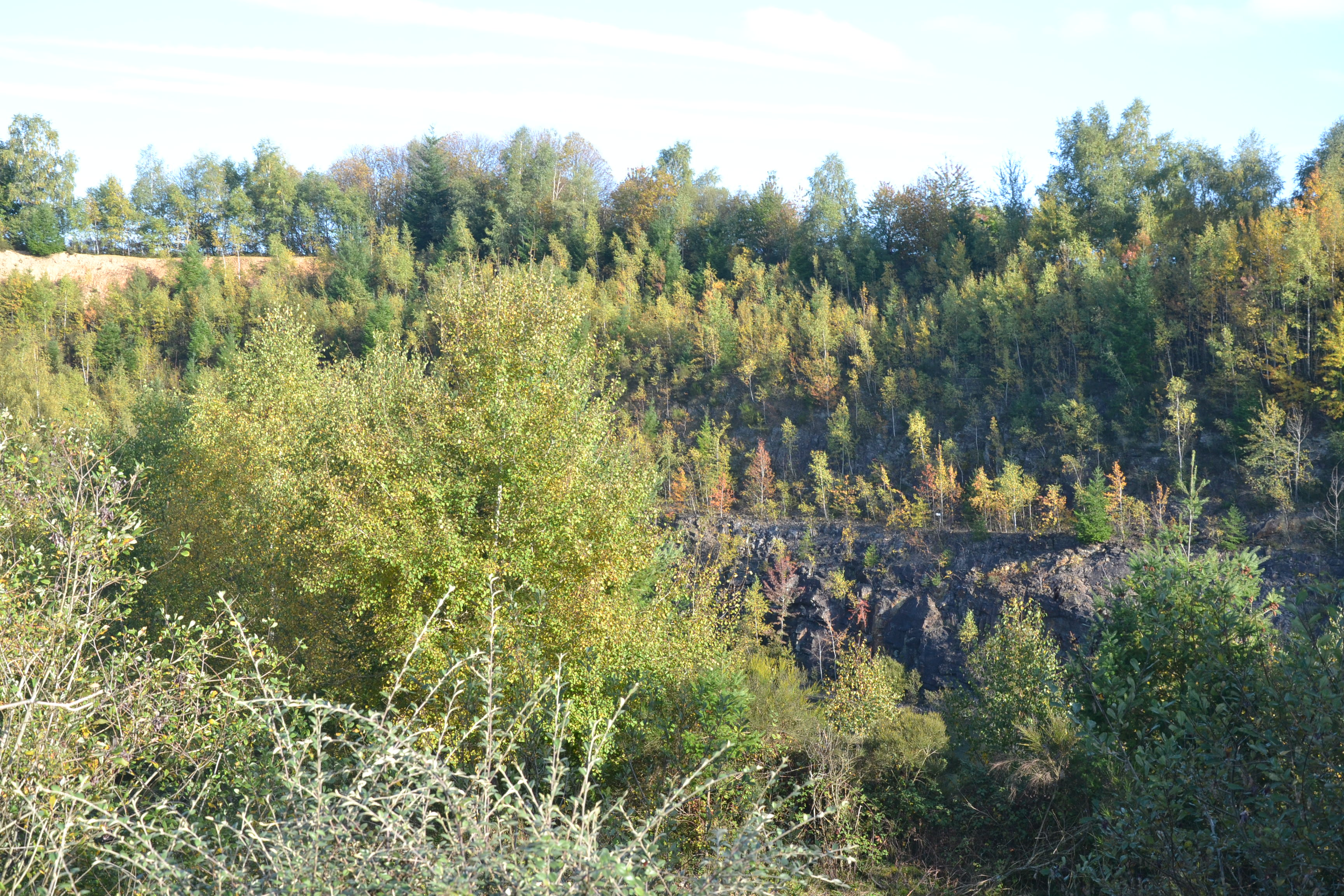
Ancienne mine de Lauriéras (Saint-Yrieix-la-Perche, Haute-Vienne).

### Le kaolin

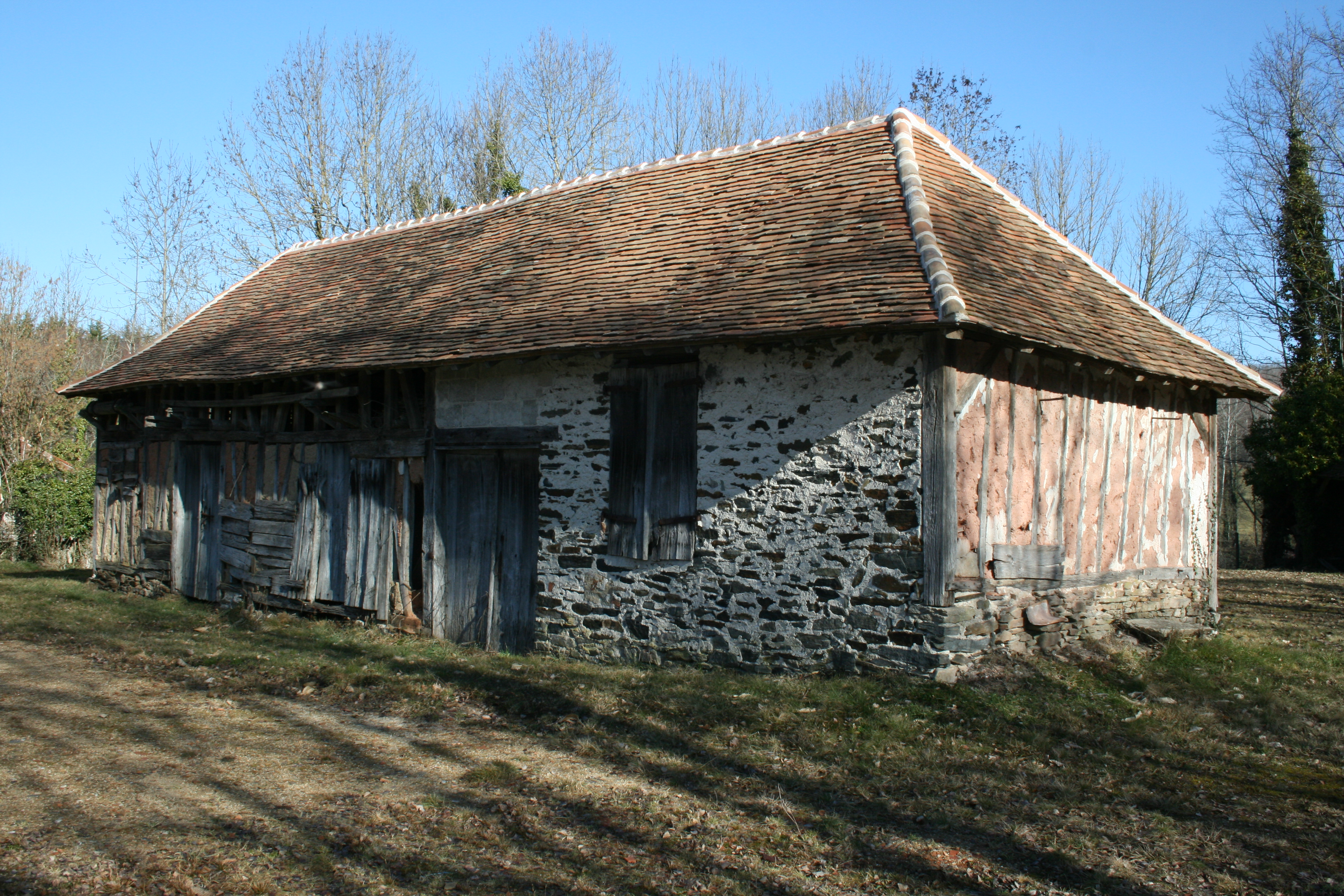
Marcognac (Saint-Yrieix-la-Perche), site pionnier du kaolin limousin.

En 1767, c'est la découverte plutôt fortuite par le chirurgien Jean-Baptiste Darnet d'un gisement de kaolin à Marcognac, près de Saint-Yrieix-la-Perche (Haute-Vienne), qui donne le départ de la production de la célèbre porcelaine de Limoges, dont la production connaît un essor dès le XIXe siècle, pendant la Révolution industrielle. Racheté deux ans plus tard par le Roi Louis XV, ce gisement n'est pas le seul à avoir été exploité en Limousin. On dénombre en effet d'innombrables sites, mais seuls quelques-uns ont été réellement et durablement utilisé aux fins de l'industrie porcelainière : dans la région de Saint-Yrieix mais aussi dans les monts d'Ambazac (carrières de La Jonchère-Saint-Maurice notamment), sur le plateau de Bénévent-l'Abbaye, près d'Allassac et dans les Monédières en Corrèze. 
Le site à ciel ouvert de Marcognac est largement exploité à partir des années 1780, et à partir de 1786 est propriété de François Alluaud, ingénieur géographe du Roi, directeur de la Manufacture royale de Limoges et futur maire de Limoges. À l'aube du siècle industriel qu'est le XIXe, l'extraction du kaolin se fait à la main : les hommes piochent pour entailler le gisement, les femmes sortent les charges hors de la « mine » en les portant dans des corbeilles maintenues sur leur tête. Le site étant désormais fermé, le kaolin utilisé pour fabriquer la porcelaine de Limoges est importé d'autres régions (Bretagne) et de l'étranger (Portugal…). Dans le secteur se développe entre autres, dès 1825 et alors que la ville de Limoges ne concentre pas encore l'essentiel des sites productifs, une manufacture de porcelaine, celle du marquis de Bonneval, à Coussac-Bonneval, qui s'approvisionne dans les carrières proches, telles Marsac et Marsaguet.
Autre élément essentiel dans la fabrication de la porcelaine et décelable comme le kaolin à proximité ou au sein des ensembles granitiques, le feldspath (pegmatite) a été exploité en de multiples endroits sur le territoire régional, principalement dans les monts d'Ambazac et de Châlus. La mine de Montebras, à Soumans dans la Creuse est exploitée pour du feldspath destiné notamment à l'industrie italienne des céramiques.

Vestiges des carrières de La Jonchère
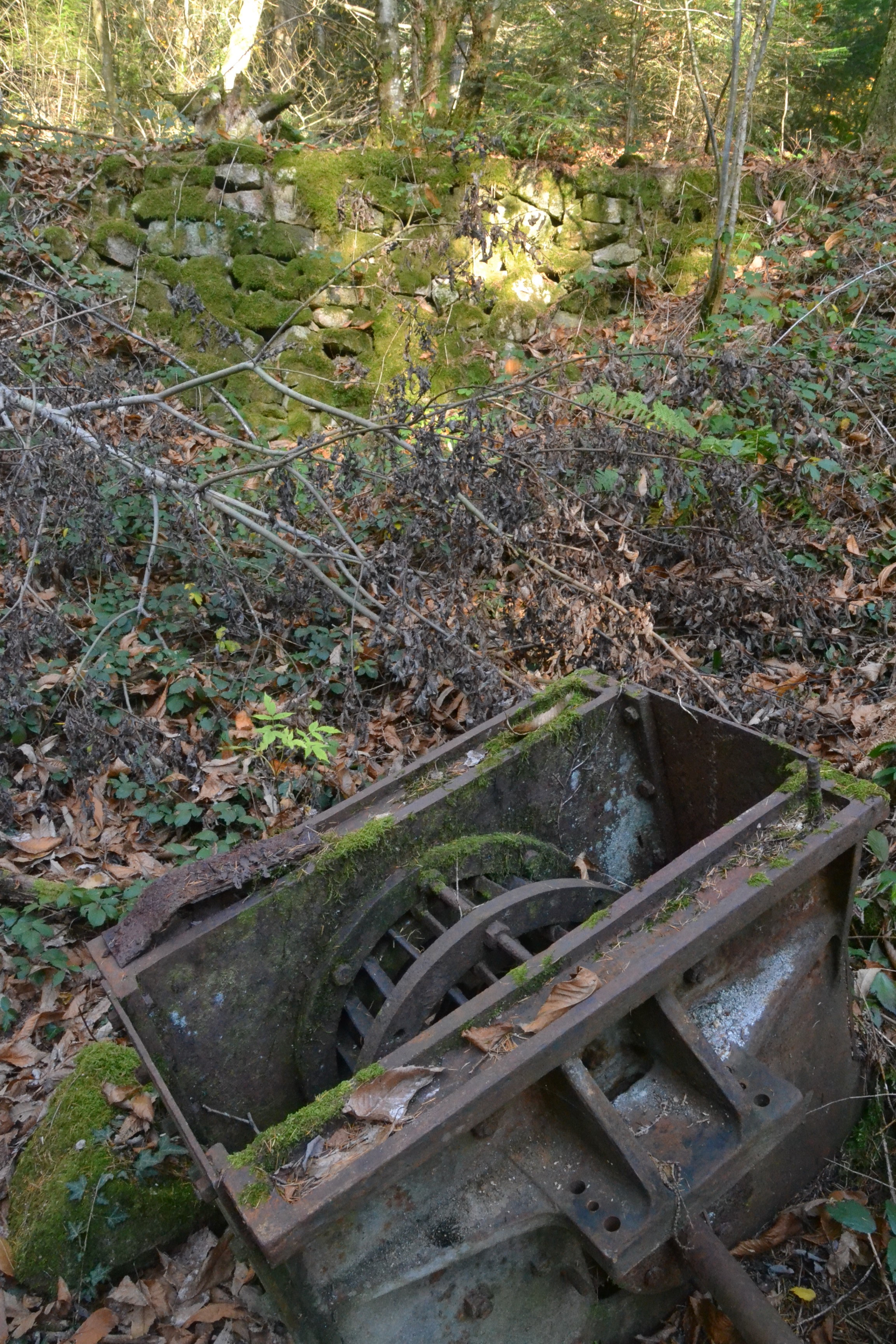
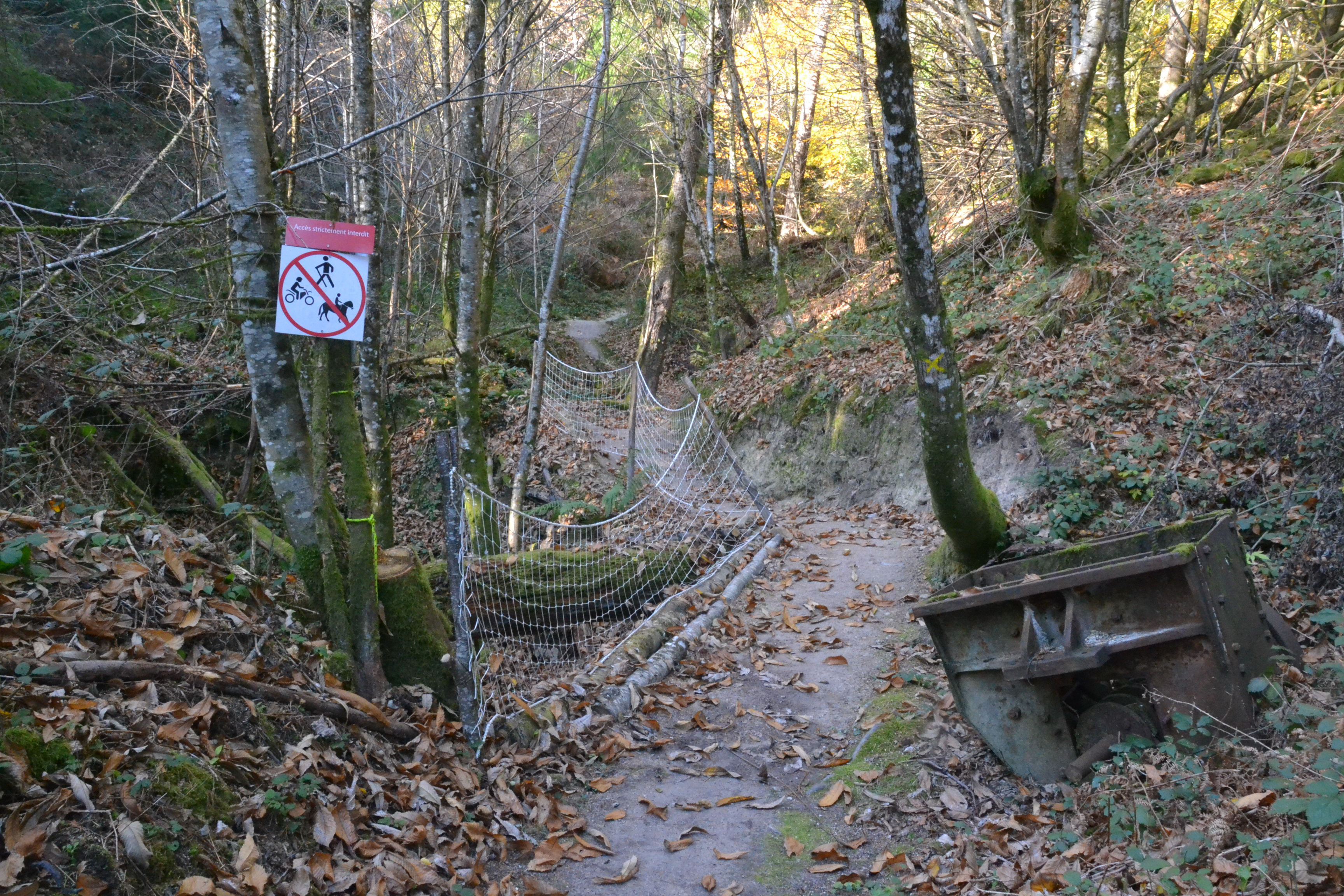

### La houille

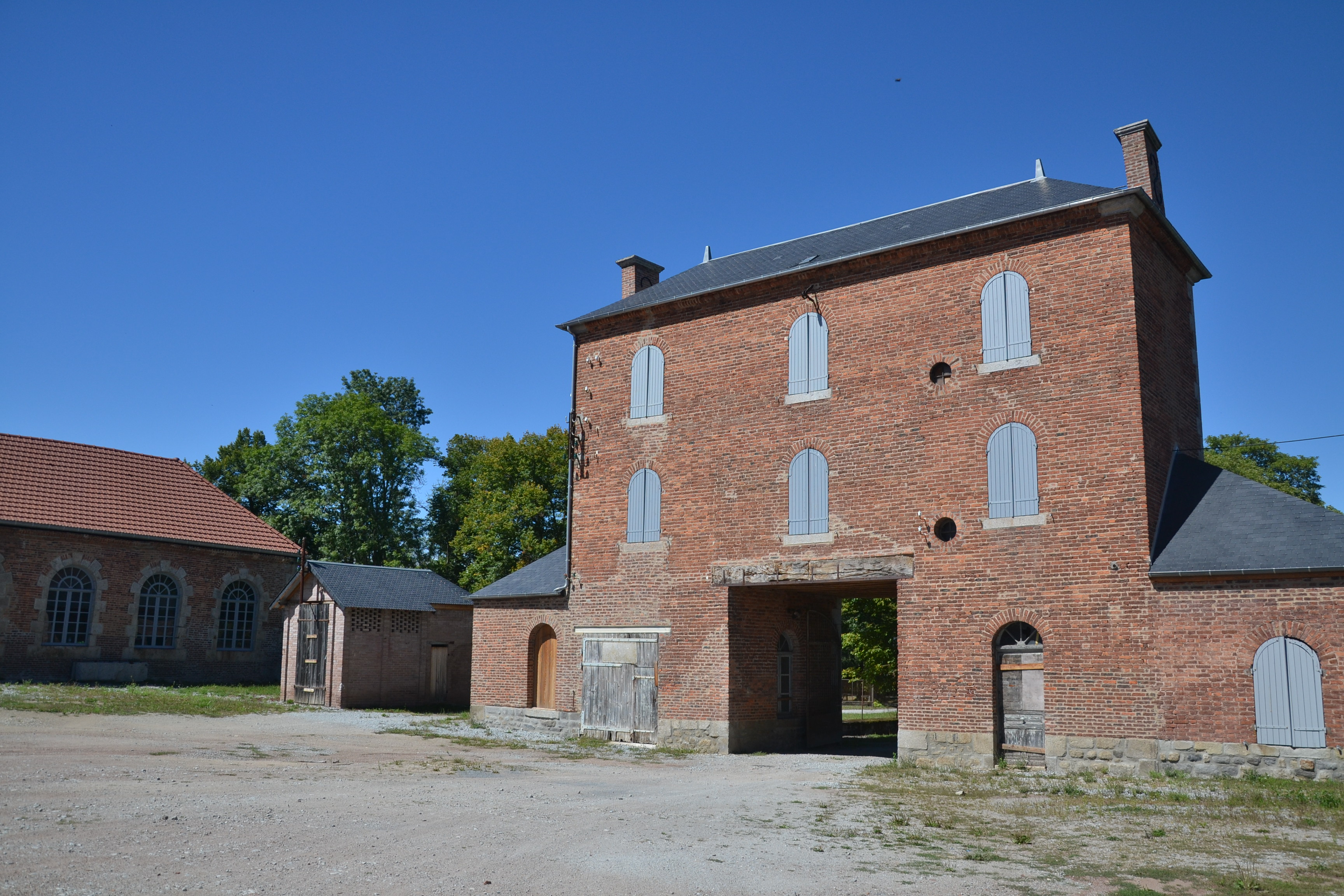
Anciens ateliers de la mine de Lavaveix.

Le sous-sol limousin fut l'objet de recherches de charbon de terre. Diverses sources rapportent son utilisation dès le XVIIe siècle, voire le XVe siècle. 
Plusieurs filons non négligeables sont mis au jour, tout d'abord en Corrèze (dans les secteurs d'Yssandon, Varetz, Saint-Pantaléon, Maussac). Le charbon corrézien est particulièrement convoité par les manufactures d'armes de Tulle, qui souhaitent l'utiliser pour l'aciérie. Les premières mines sont ouvertes en 1769 à Cublac et au Lardin, suivies de mines à Lapleau et Argentat. La production corrézienne, définitivement arrêtée en 1921, grimpa jusqu'à 2 000 tonnes produites annuellement,. Cette découverte vaut au ministre Henri Bertin de recevoir une communication de l'intendant du Roi en Limousin. 
Rapidement, on identifie de nouveaux gisements en Creuse, à Bosmoreau-les-Mines en 1764, puis à Lavaveix-les-Mines et dans tout le bassin d'Ahun,. La première concession pour ces derniers est accordée en 1777 aux mines de Chantaud, près de Lavaveix, avant que le bassin soit intégralement exploité sous la même concession à partir de 1808. À Fourneaux, huit puits seront exploités au milieu du XIXe siècle ; le plus profond, celui de Saint-Augustin, atteint 117 mètres.

Infrastructures
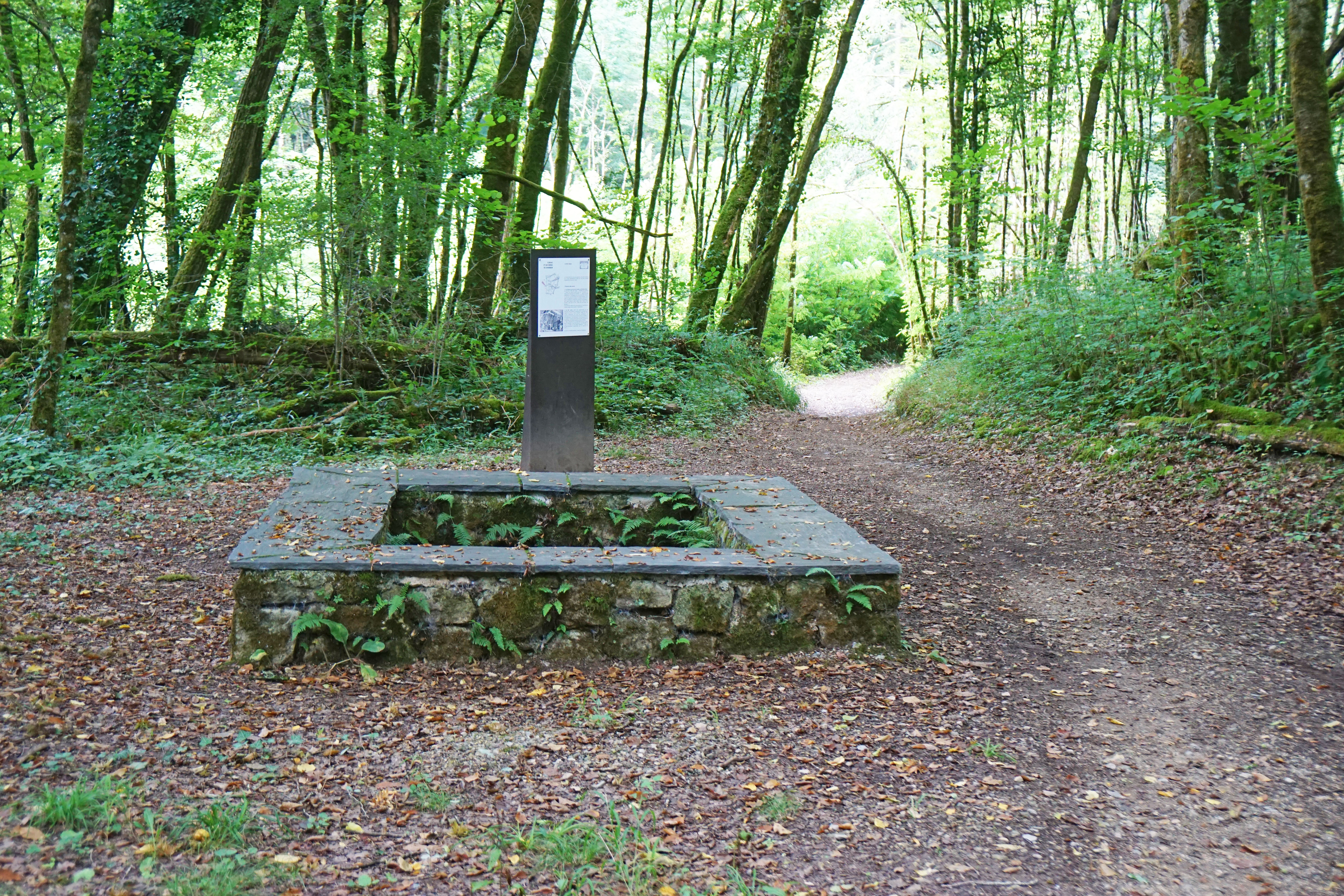
Puits Vieux, Cublac (Corrèze).
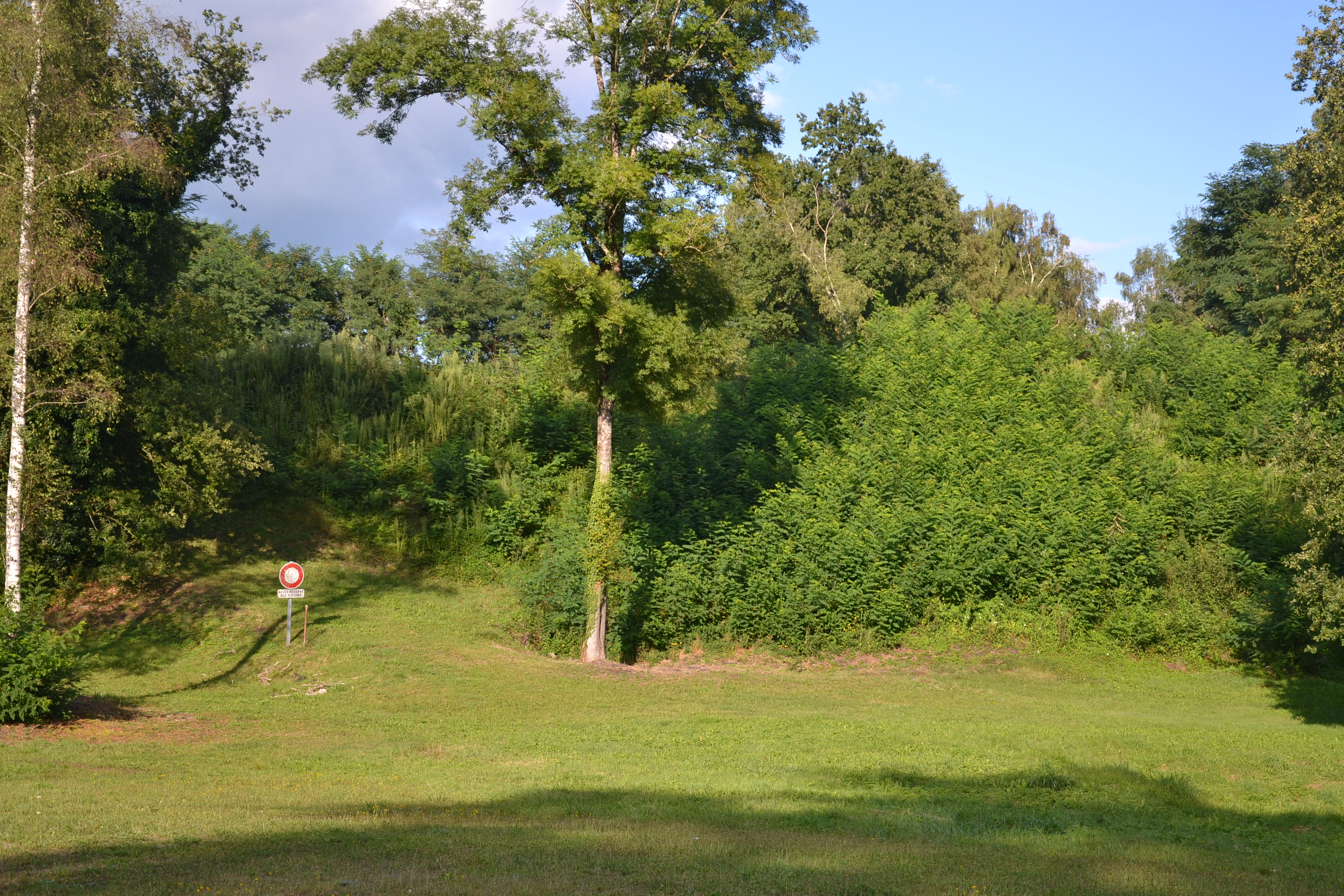
Ancien terril de la Lande (Bosmoreau-les-Mines, Creuse).
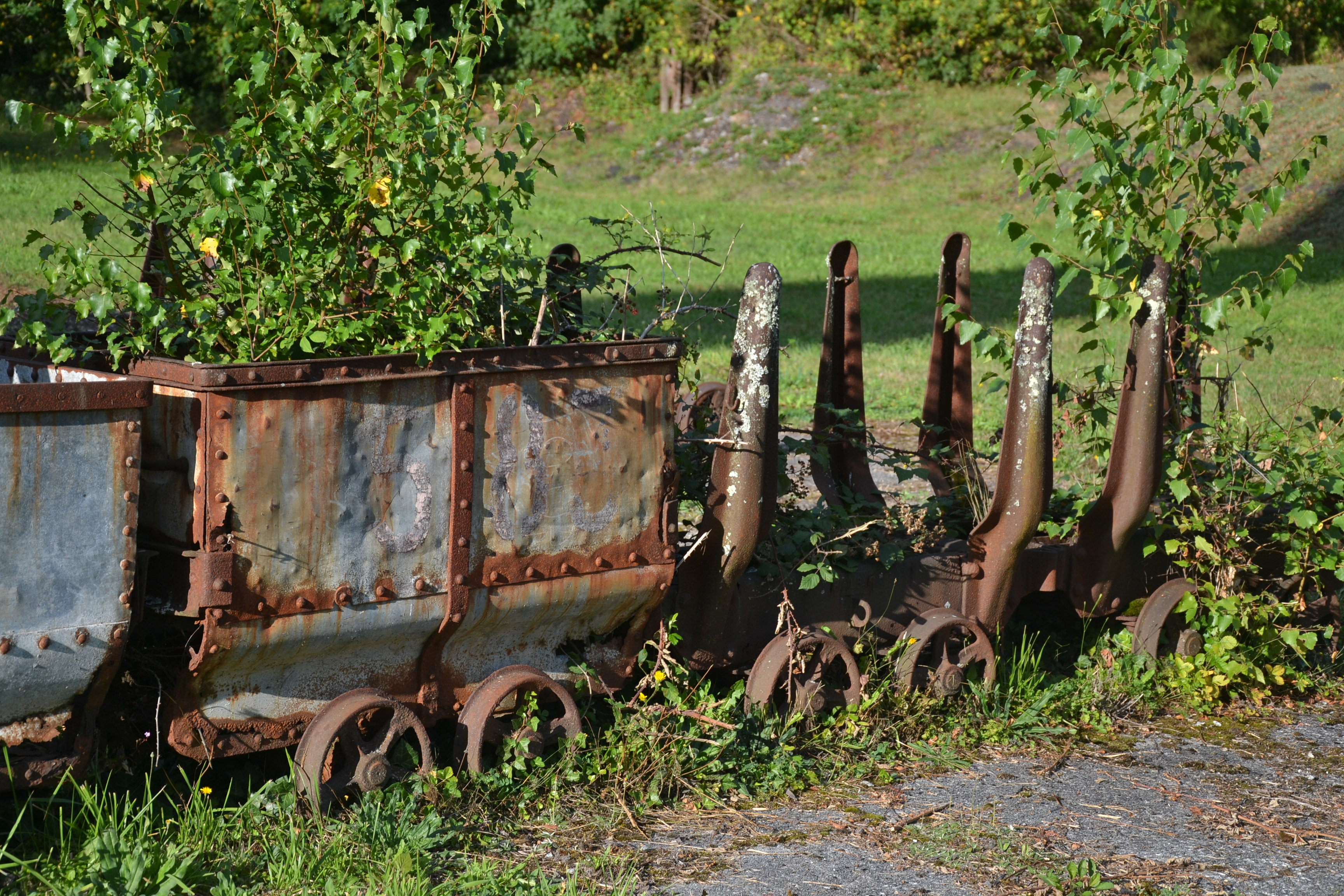
Site de la Lande (Bosmoreau-les-Mines, Creuse).
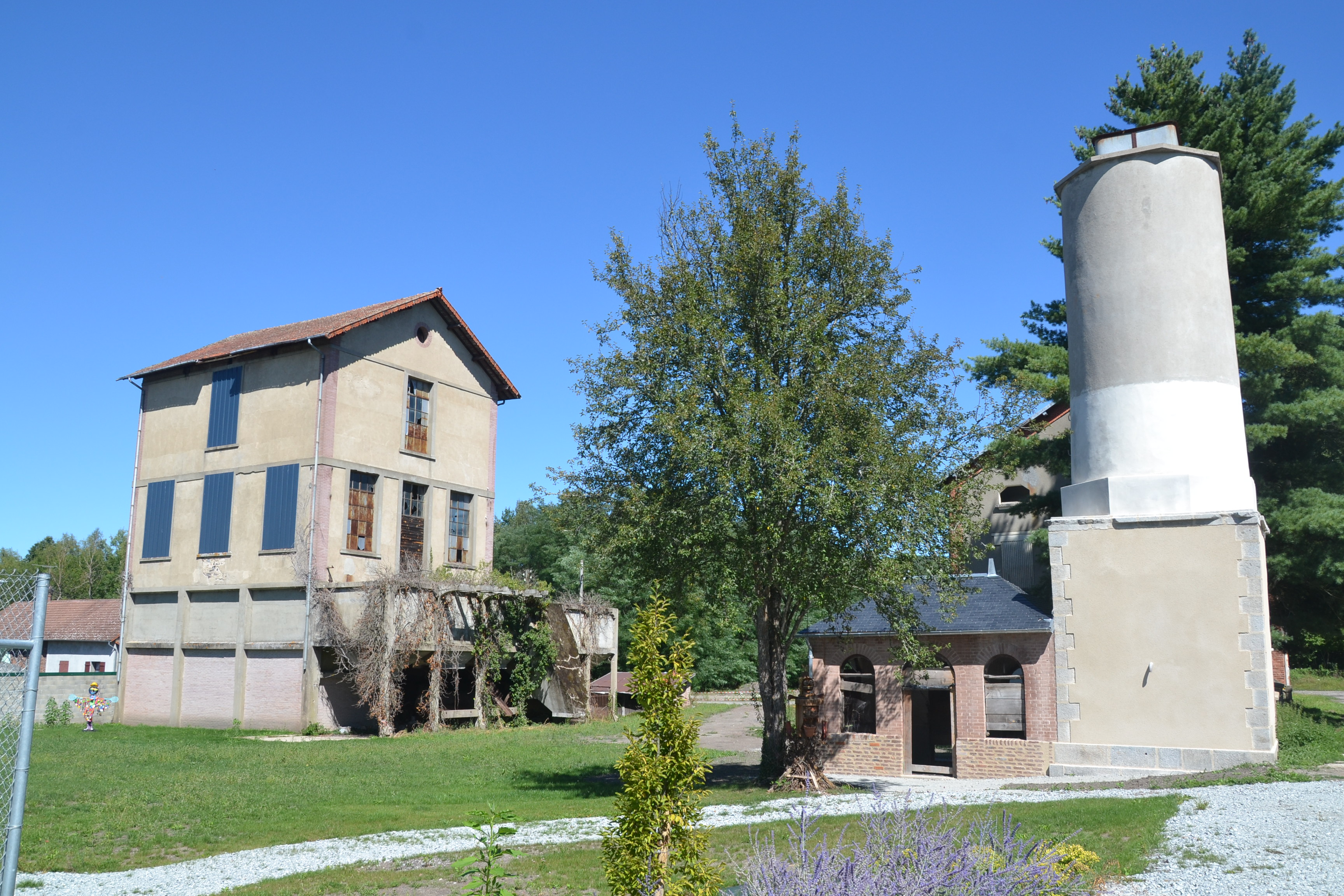
Laverie ou lavoir à charbon (Lavaveix-les-Mines, Creuse).

La production dure de 1784 à 1958 pour Bosmoreau. Artisanale jusqu'au milieu du XIXe siècle, fondée sur de petits puits, elle devient plus massive dès lors qu'elle s'effectue sur un puits unique, le puits Marthe, propriété d'une famille de porcelainiers limougeauds. On construit un chevalement alimenté par l'énergie d'une machine à vapeur, et sont aménagées des galeries de roulage et d'écoulement des eaux. Sous l'impulsion du député Martin Nadaud, l'arrivée du chemin de fer en 1883 (dès 1864 pour le bassin d'Ahun) permet une commercialisation plus efficace du charbon creusois. Dans le même temps, les techniques de lavage du minerai sont développées dans tous les sites creusois, facilitant le traitement direct pour le gaz et la coke, et le nombre de mineurs augmente, passant de 50 en 1855 à 195 en 1922. Cette mutation se répercute sur la production, multipliée par 5 entre 1896 et 1922, atteignant à cette date 40 000 tonnes annuelles. L'année 1874 est la plus prospère pour les mines du bassin d'Ahun (354 000 tonnes dégagées).
Après une première interruption en 1922 (épuisement du puits Marthe), de nouveaux gisements sont découverts à Bosmoreau par hasard, à faible profondeur, sur trois sites jusqu'ici non prospectés. Une mine à ciel ouvert est ainsi organisée, intensivement et mécaniquement exploitée par la compagnie des Travaux du Sud-Est (TSE). La productivité est très importante : durant la seule année 1951, les 359 mineurs extraient 264 000 tonnes de charbon.
C'est l'introduction des techniques de production hydroélectrique, conjuguée à l'avènement progressif du tout-pétrole et l'intérêt croissant pour le nucléaire, notamment illustré par l'exploitation uranifère en Haute-Vienne, qui mettent fin à l'extraction charbonnière de Bosmoreau en 1958. Le site est vendu en 1968, et racheté en 2003 par la commune qui y installe le musée de la Mine de Bosmoreau-les-Mines. En 1960, le dernier puits du bassin d'Ahun (Corbarioux 4) est fermé, après 12 millions de tonnes extraites. Les filons creusois, contrairement aux autres bassins français, ont majoritairement employé la population locale.

Habitat minier
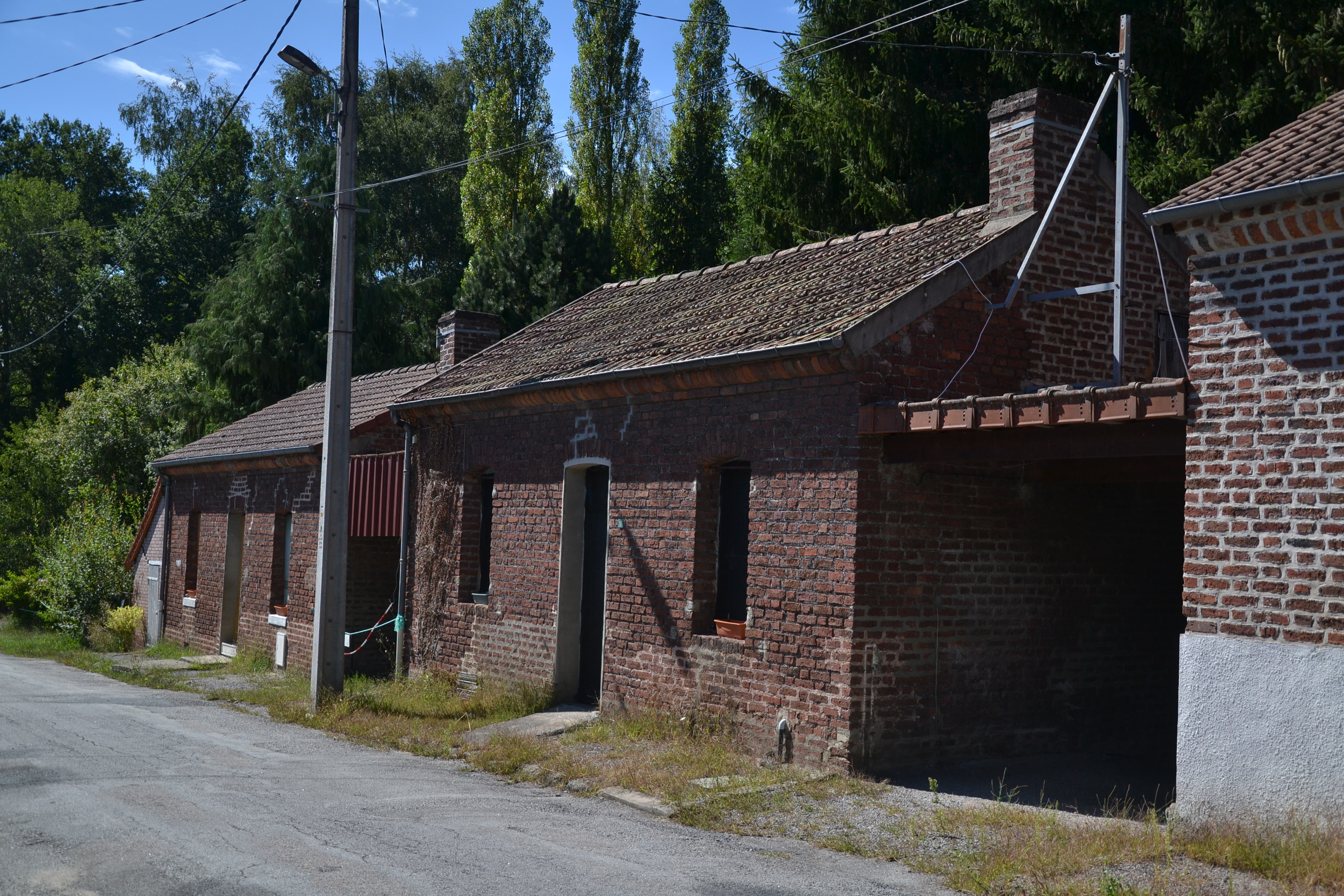
Cité Saint-Jacques (Lavaveix-les-Mines, Creuse).
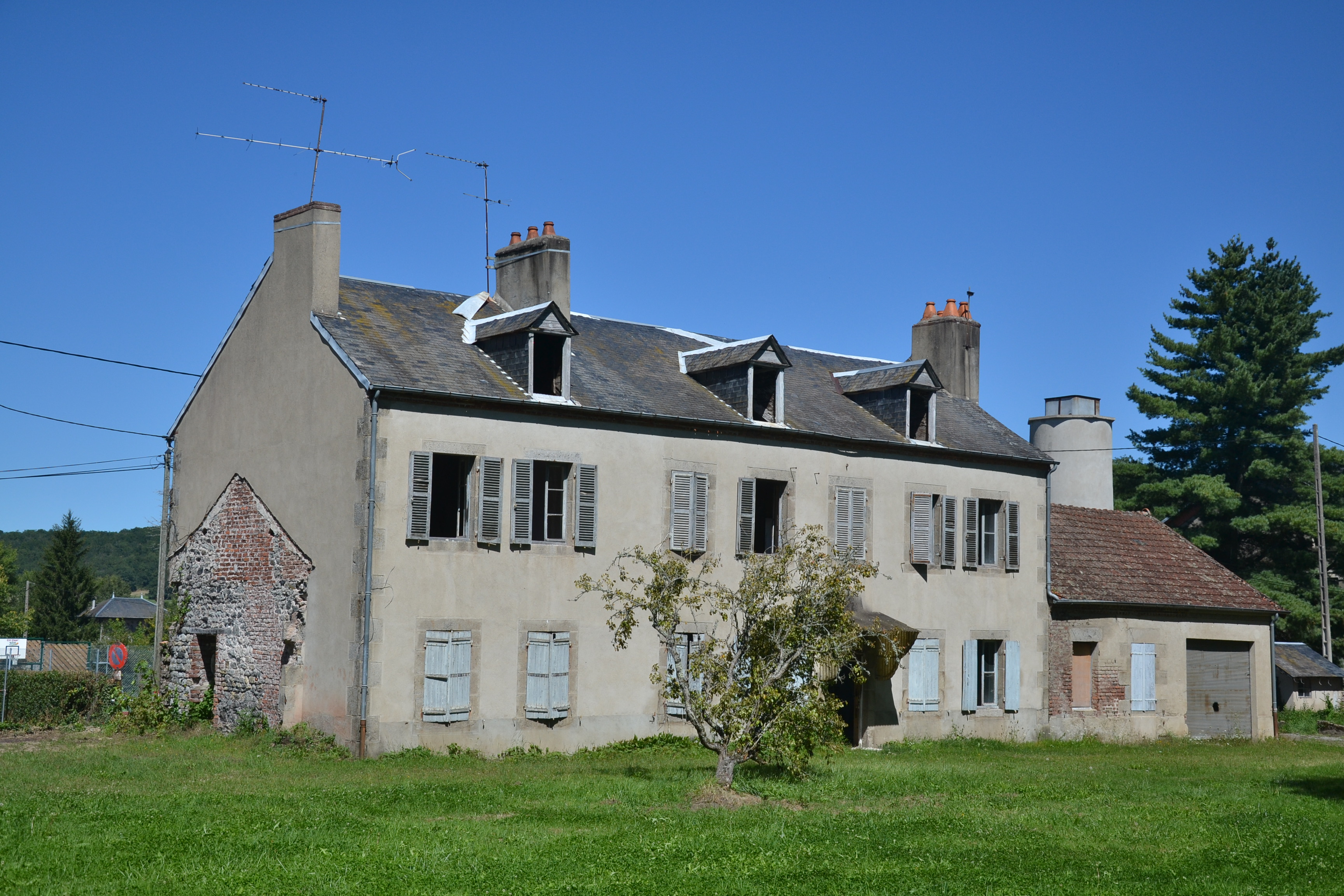
Maison des ingénieurs (Lavaveix-les-Mines, Creuse).
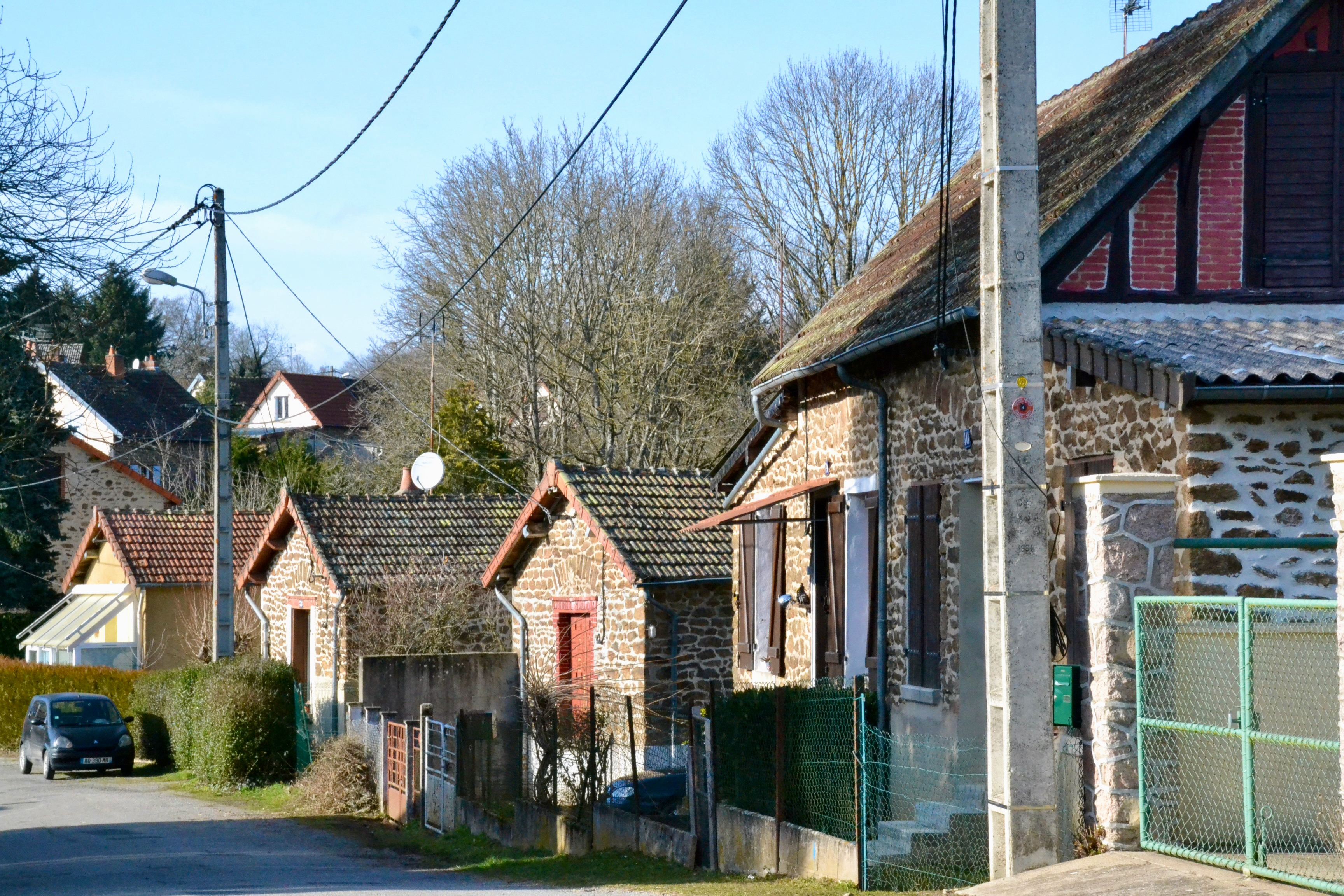
Cité minière de la mine du Châtelet (Budelière, Creuse).
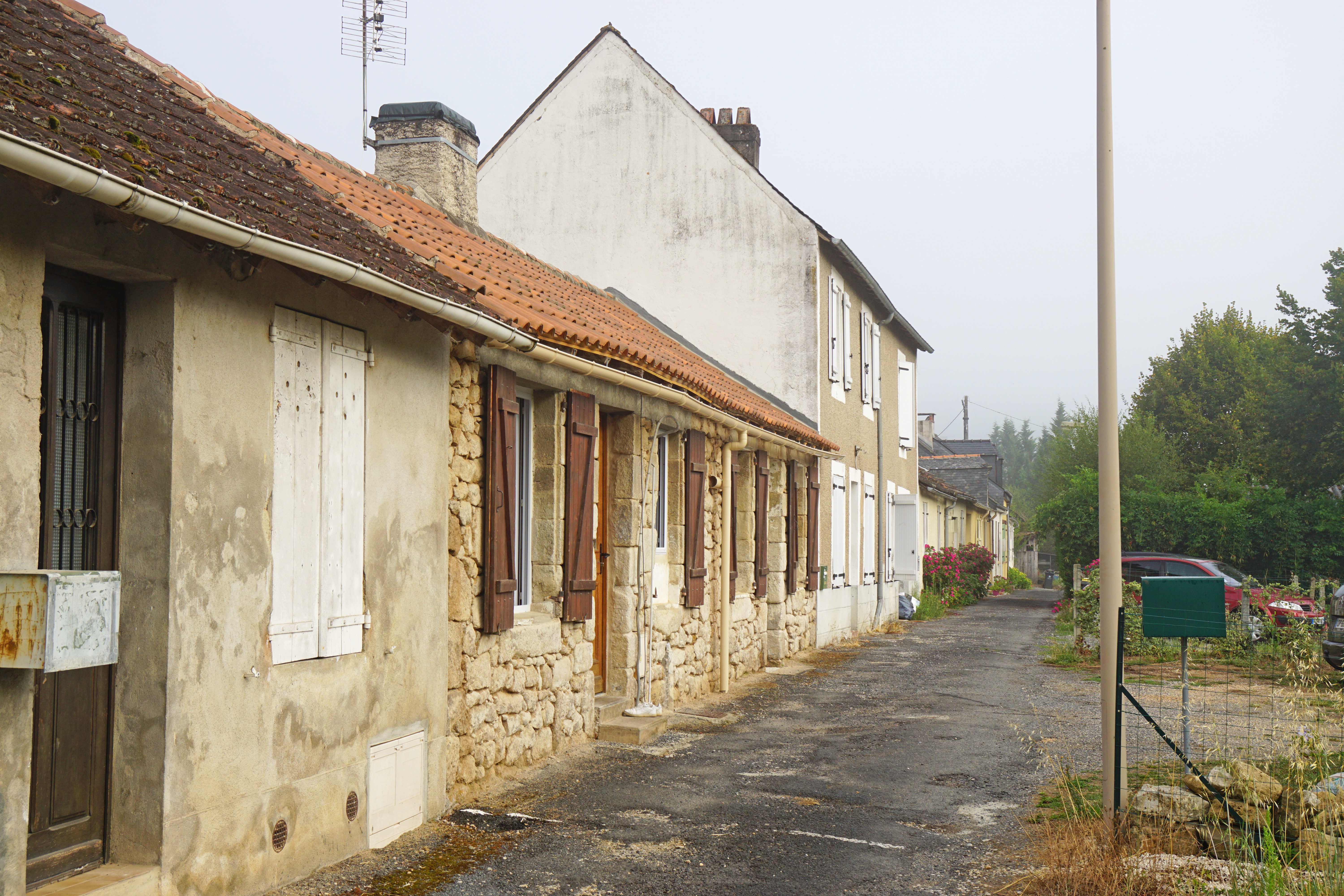
Coron de Cublac (Corrèze).
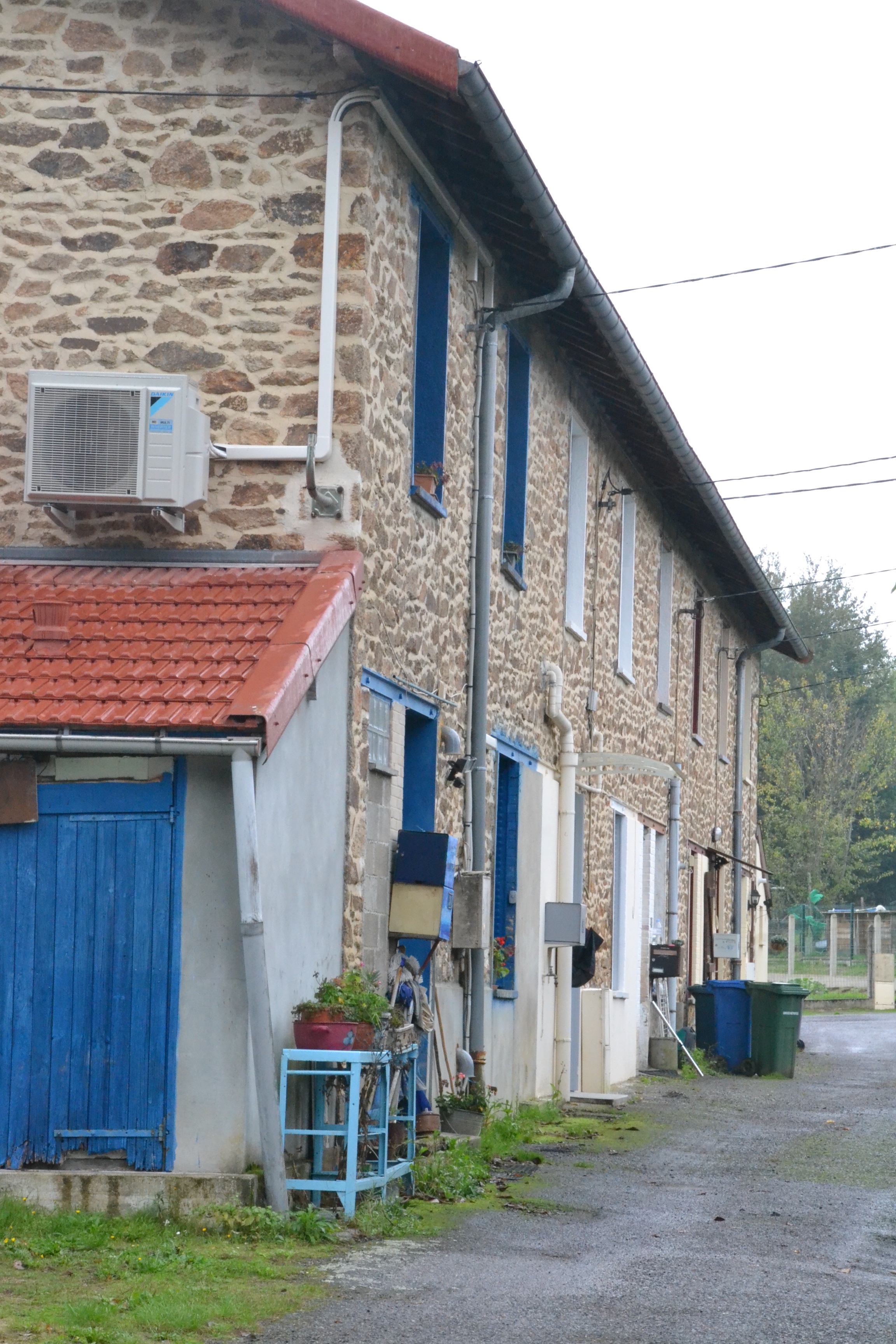
Coron de Rilhac-Rancon (Haute-Vienne).
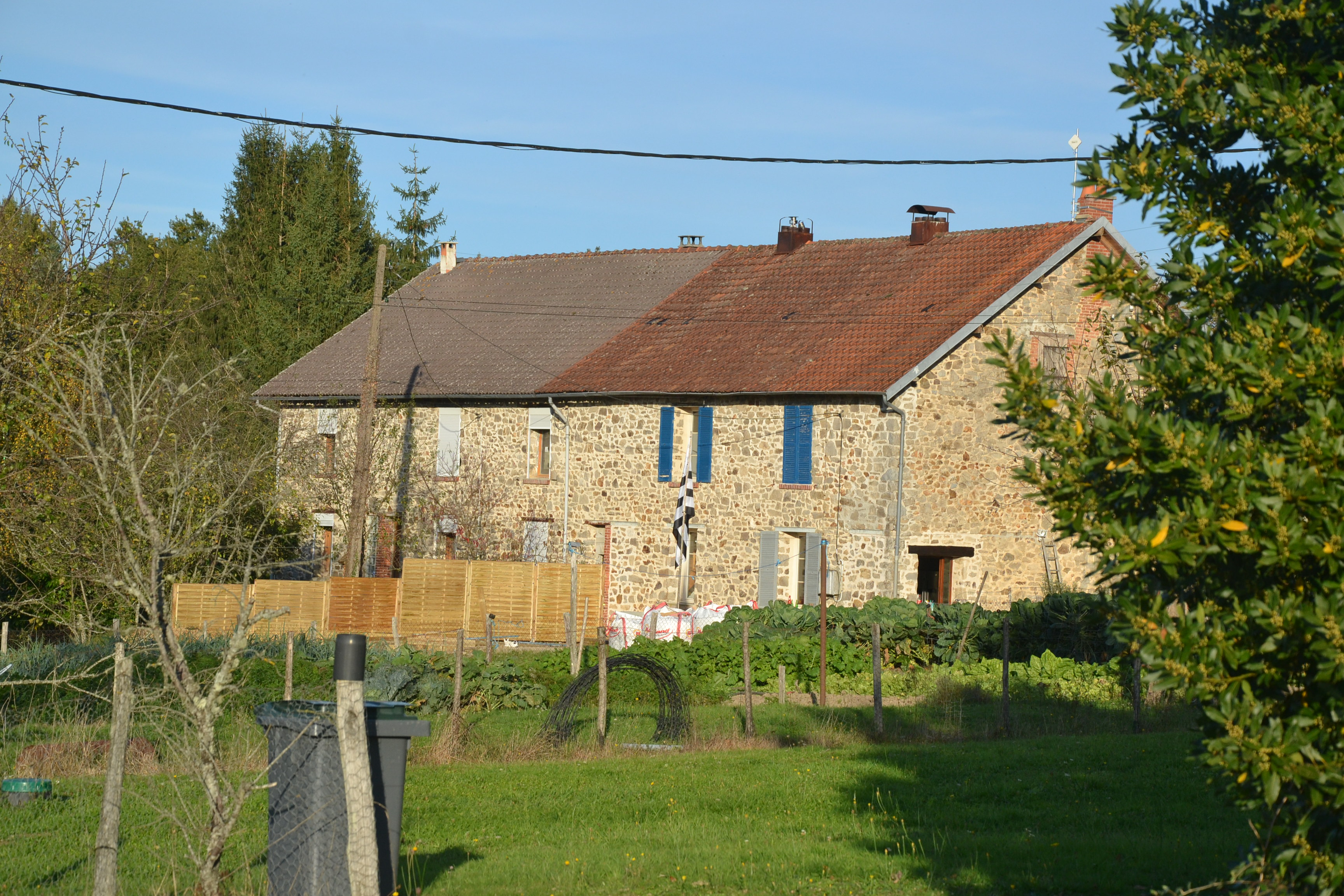
Quelques maisons de la cité de Douillac (Saint-Yrieix-la-Perche, Haute-Vienne).
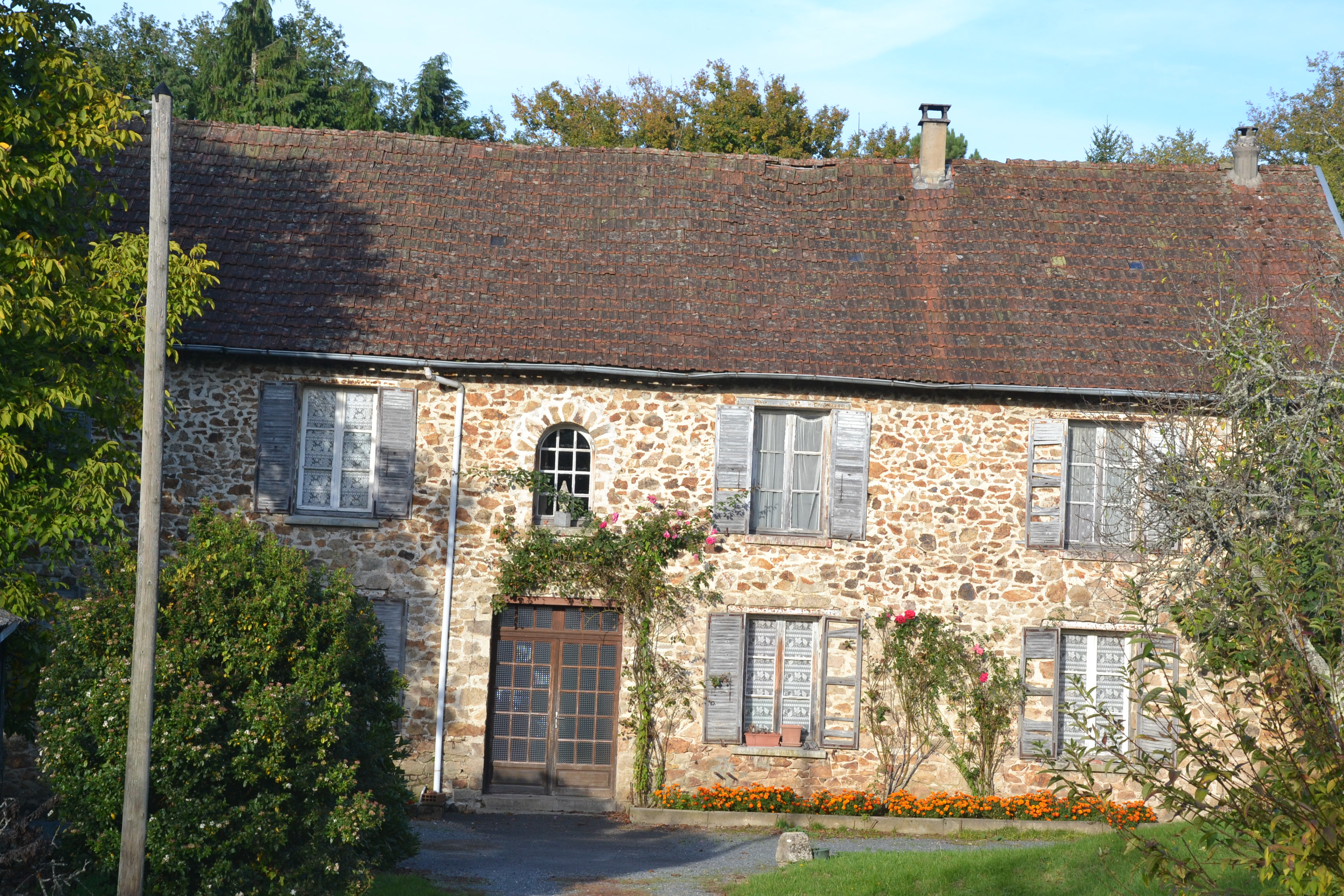
Une maison de la cité de Nouzilleras (Saint-Yrieix-la-Perche, Haute-Vienne).

### L'exploitation uranifère

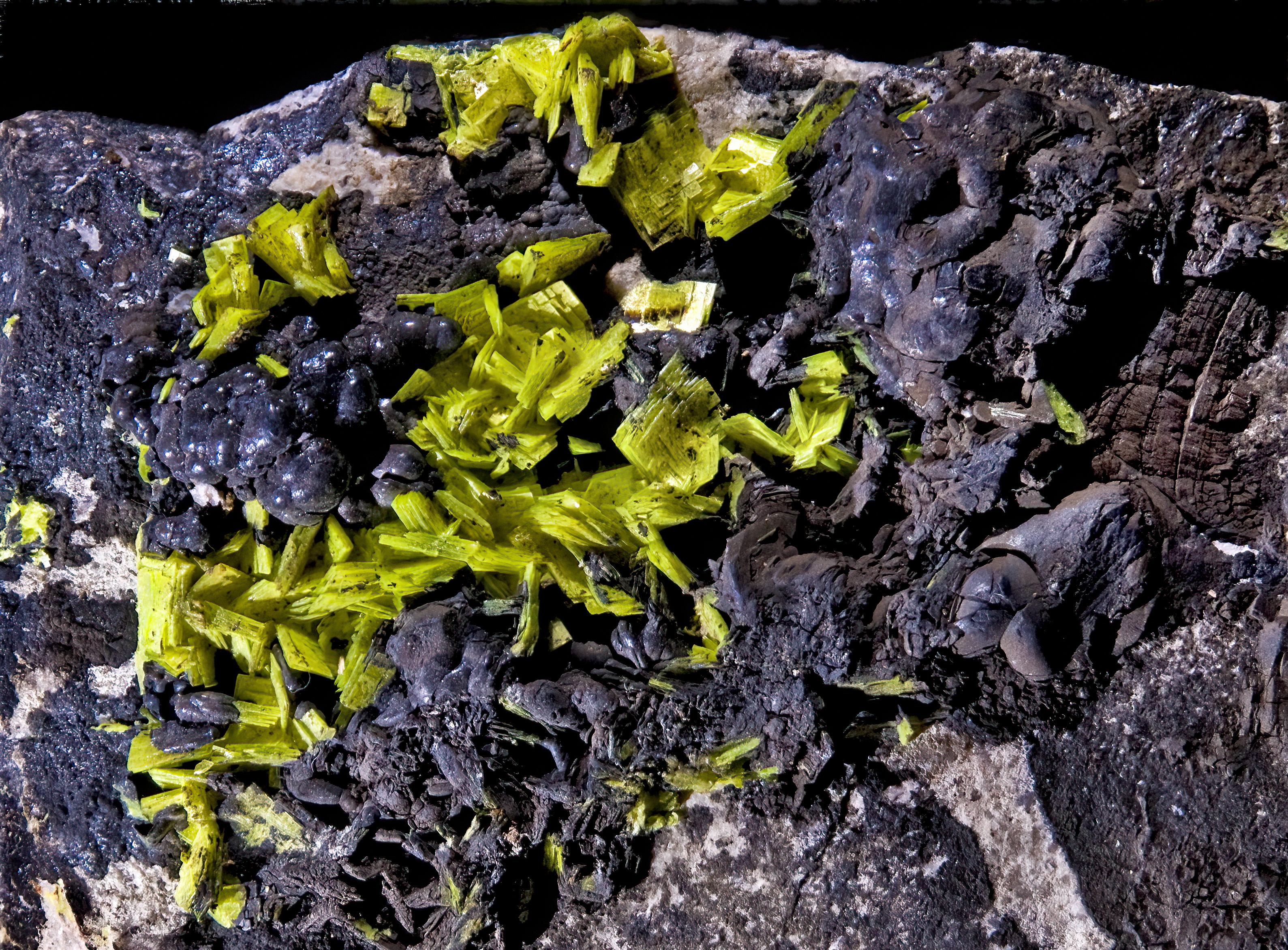
Autunite provenant de la mine de Vénachat, près de Compreignac (Haute-Vienne).

#### Découverte
Si certaines sources supposent que Pierre et Marie Curie, connus pour leurs recherches scientifiques sur la radioactivité et co-découvreurs du radium et du polonium en 1898, avaient déjà prospecté la région au début du XXe siècle, c'est en 1949 que les prospecteurs du tout nouveau Commissariat à l'énergie atomique découvrent ainsi un filon de pechblende dans les monts d'Ambazac.
Le 21 février de cette année-là, le quotidien régional se demande dans son titre si « le gisement d'uranium de Saint-Sylvestre [est] le plus riche qui ait été découvert au monde. » Dans ladite commune, la mairie lance très rapidement un appel à des ouvriers terrassiers pour entamer l'exploitation, qui suscite une réelle effervescence médiatique.

#### Essor

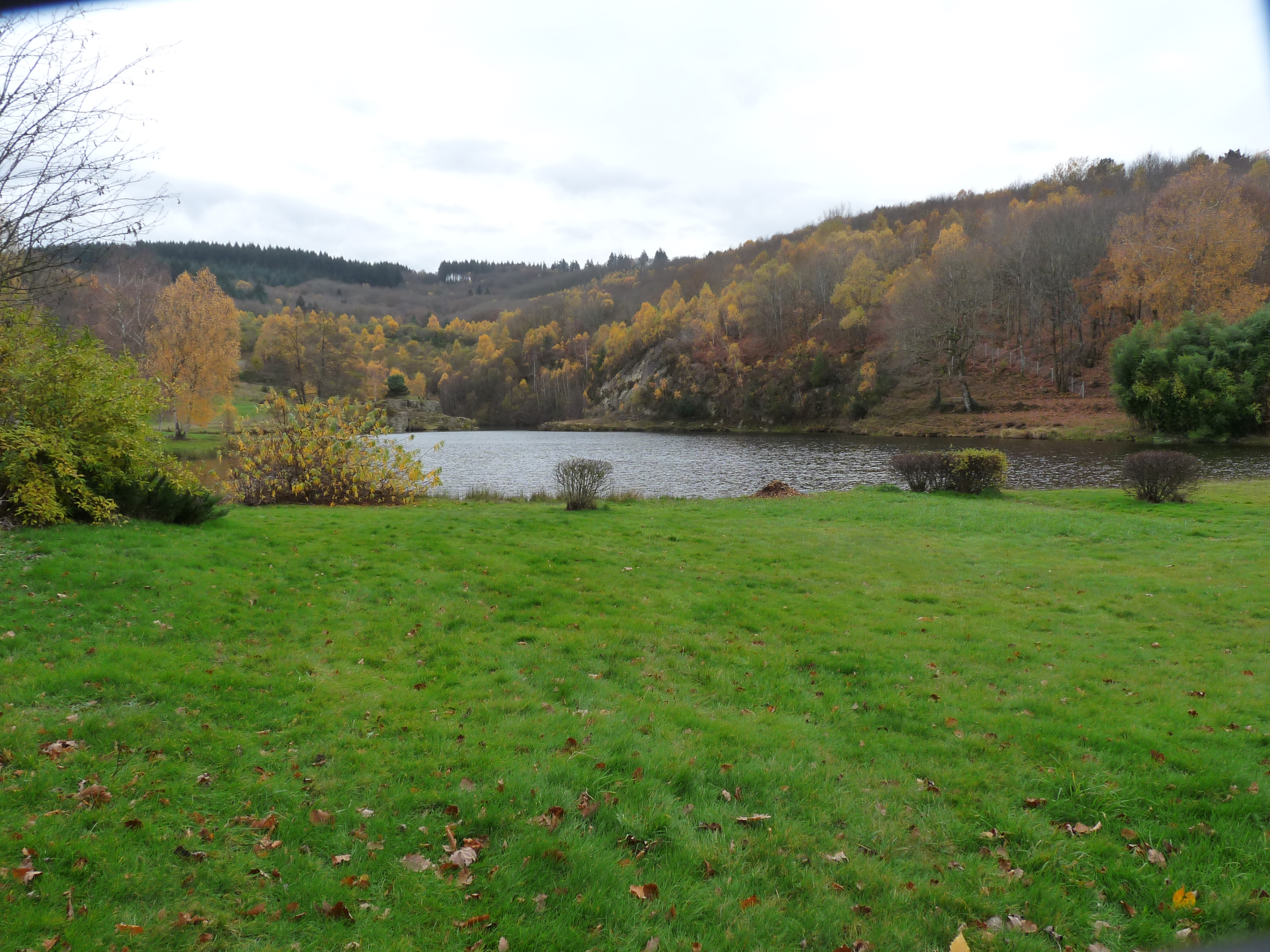
Le lac de Puy de l'Âge, à Bersac-sur-Rivalier, occupe une ancienne mine d'uranium.

Sur l'ensemble de la période productive, le Limousin a compté près de 40 mines d'uranium, dont les plus riches se sont avérées être celles du nord de la Haute-Vienne et des monts d'Ambazac, pour la plupart réunies au sein de la division minière de la Crouzille. L'essor de l'activité haut-viennoise conduit même le CEA à installer en 1956 le centre de formation de ses prospecteurs à Razès, au nord de Limoges. Il y reste jusqu'en 1987.
En 1982, un projet de réacteur expérimental est avancé par le maire de Limoges et président du Conseil régional du Limousin Louis Longequeue demande que l'État engage la construction d'un réacteur expérimental en Limousin, mais l'idée n'aboutit pas.
Au plus fort de son activité, l'unité de concentration chimique du minerai d'uranium de Bessines-sur-Gartempe traite 200 000 tonnes de minerai par an. On estime que durant toute son histoire, elle a permis de générer suffisamment d'électricité pour alimenter la ville de Limoges durant un millénaire. En 1977, la région fournit 46 % de la production nationale, 1 000 tonnes de yellowcake par an, employant environ 1 600 personnes.

#### Déclin
Le 14 mars 1991, le directeur de la division minière de la Crouzille annonce la fin de l'extraction et du traitement du minerai d'uranium des sites limousins pour la fin 1996. Les raisons de cette cessation d'activité sont multiples, tenant principalement à la découverte de nouveaux filons au Canada et en Afrique, bien plus rentables, et à l'appauvrissement des gisements haut-viennois. Mille emplois directs et deux mille emplois induits sont condamnés ; le manque à gagner pour l'économie régionale est évalué à 500 millions de francs. La dernière mine, celle de Jouac, ferme en mai 2001.

#### Situation actuelle

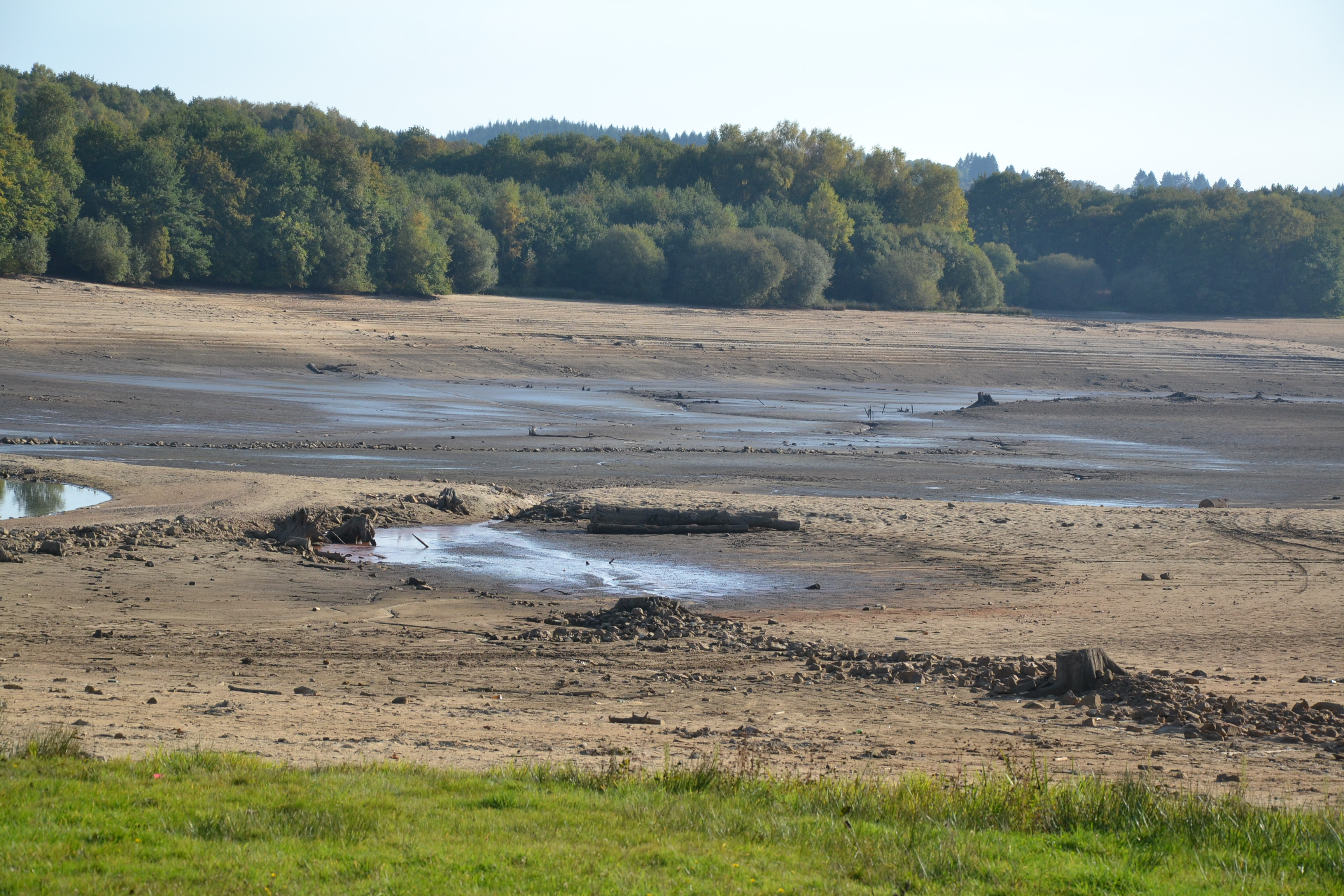
Le lac de Saint-Pardoux, lors de sa vidange décennale de 2017.

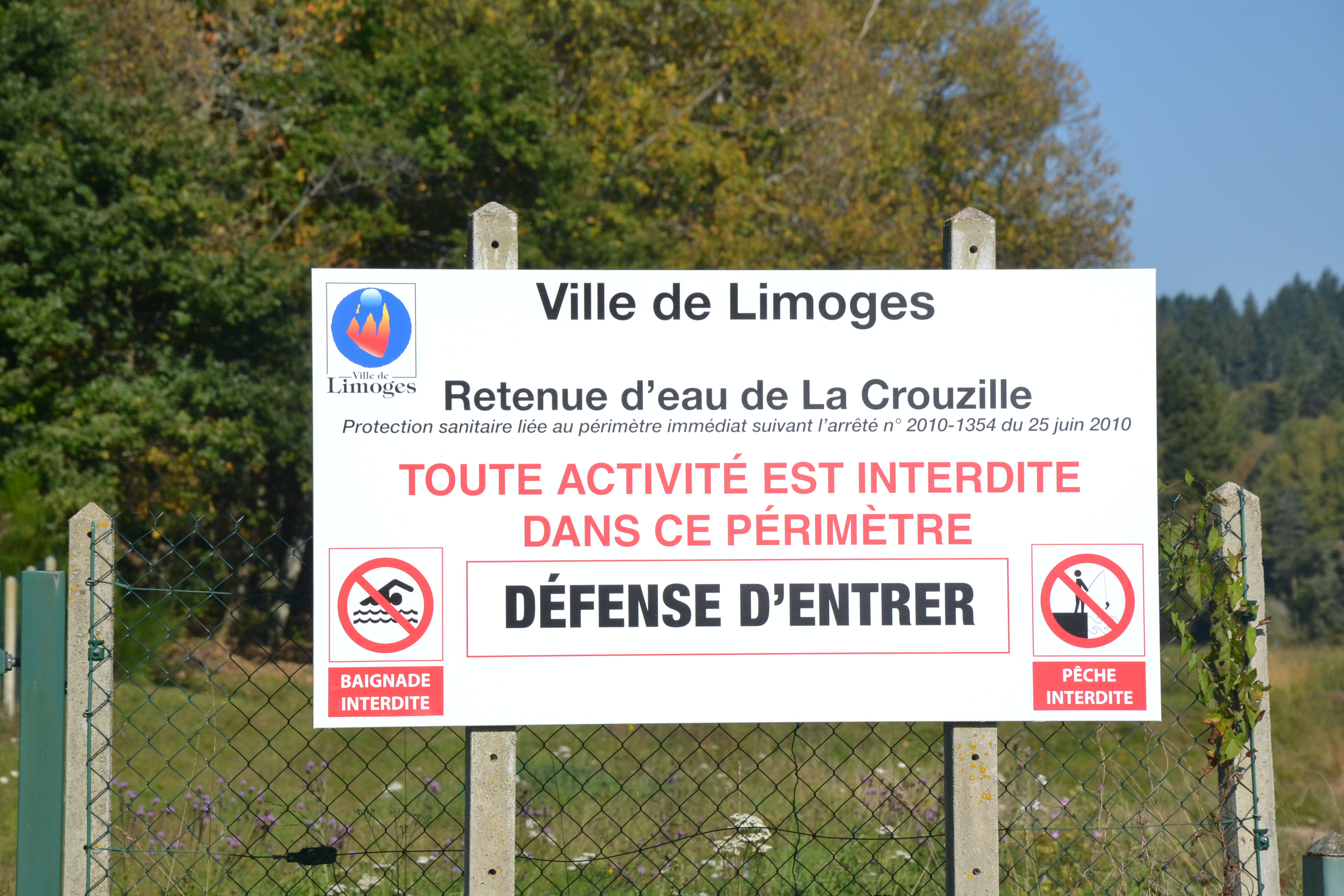
L'étang de la Crouzille, réserve d'eau potable de la ville de Limoges, proche des sites miniers.

L'activité uranifère est génératrice de nombreux déchets, susceptibles de créer d'importantes pollutions. La Cogema a été attaquée en justice par l'association Sources et rivières du Limousin pour abandon de déchets et pollution des eaux, mais a été relaxée en raison d'une loi imprécise,. Le curage de boues radioactives dans le lac de Saint-Pardoux, alimenté par le Ritord, qui traverse d'anciennes mines, suscite la polémique en 2007. En dépit de prélèvement encore légèrement radioactifs effectués en 2016, la situation semble s'être améliorée,.
En 2005, compte tenu de ces risques, en raison de fortes suspicions de dégradation de l'environnement et d'absence de débat public lié à ce passé, le gouvernement met en place un Groupement d'expertise pluraliste (GEP) sur les anciens sites miniers, présidé jusqu'en 2007 par Annie Sugier, puis par Robert Guillaumont. Il a rendu ses conclusions en 2010 à Jean-Louis Borloo, ministre du Développement durable, et André-Claude Lacoste, président de l'Autorité de sûreté nucléaire, et préconise certains impératifs de gestion des sites, à travers six axes de progrès et quinze recommandations.
L'accès libre d'anciennes mines fermées est source de polémiques régulières. En 2009, un reportage de l'émission télévisée de France 3 Pièces à conviction met en cause la gestion de ces sites et le manque de transparence qui entourerait notamment la qualité de l'eau potable de Limoges, dont une des réserves est l'étang de la Crouzille, situé à proximité d'anciennes mines. La même année, des riverains et des militants associatifs se sont rendus sur le site d'Hyverneresse, en Creuse et y ont mesuré un taux de radioactivité quinze fois supérieur à celui normalement observé aux alentours. Plus généralement, il est reproché à Areva de ne pas communiquer suffisamment clairement sur le passif des anciens sites miniers, et l'évocation du sujet par les anciens mineurs, les riverains et les responsables politiques demeure encore taboue.
En 2012, deux études, l'une pilotée par le laboratoire de géographie physique et environnementale de l'université de Limoges, l'autre par le Groupement d'expertise pluraliste sur les sites miniers du Limousin, mettent en évidence une sur-incidence de cancers autour de la vallée de la Gartempe, le secteur où se localisent la plupart des anciens sites miniers uranifères. Ces résultats ont incité l'Agence régionale de santé à lancer une enquête épidémiologique,.

Quelques anciens sites miniers exploités par Cogema
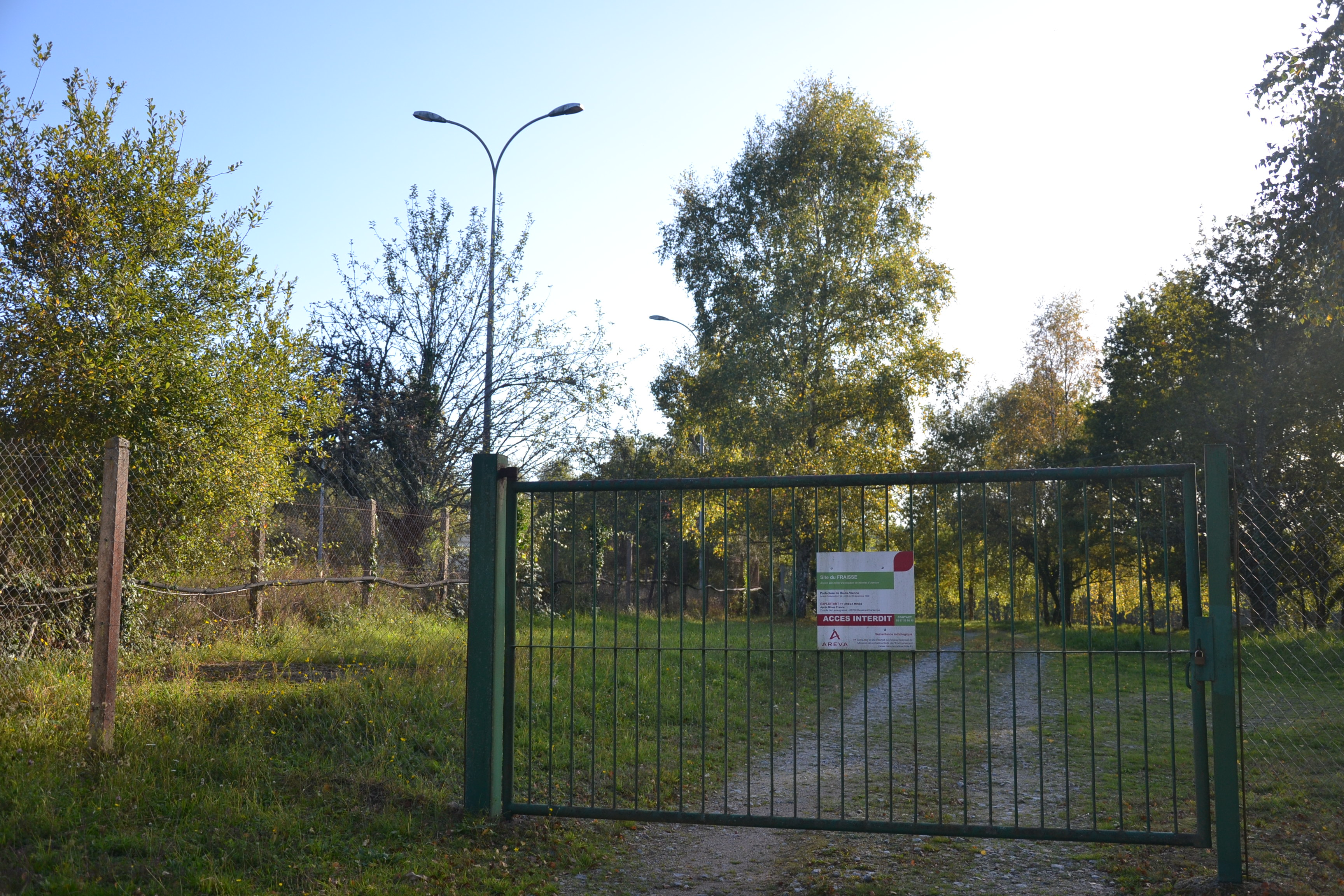
Site du Fraisse à Razès.
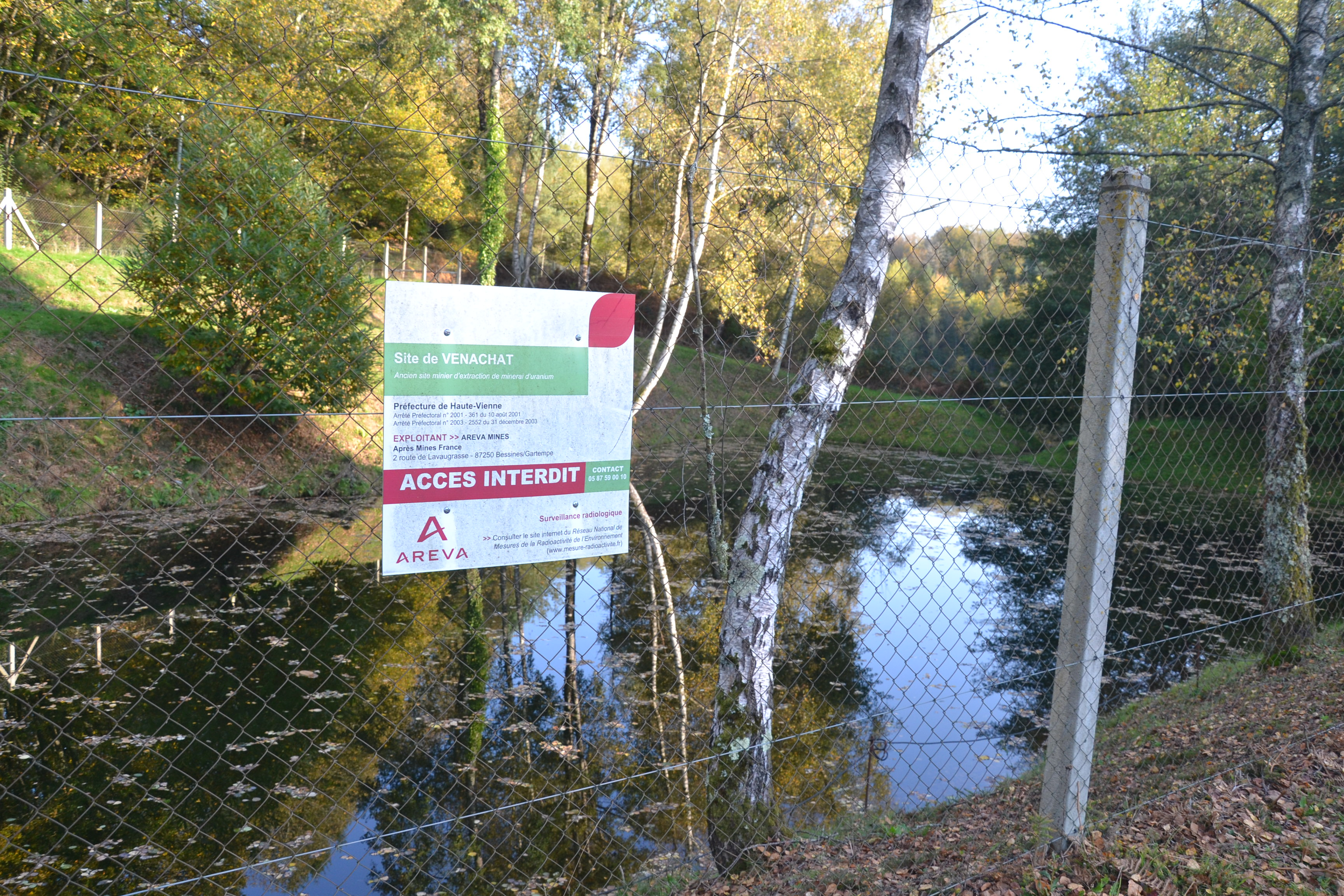
Site de Vénachat à Compreignac.
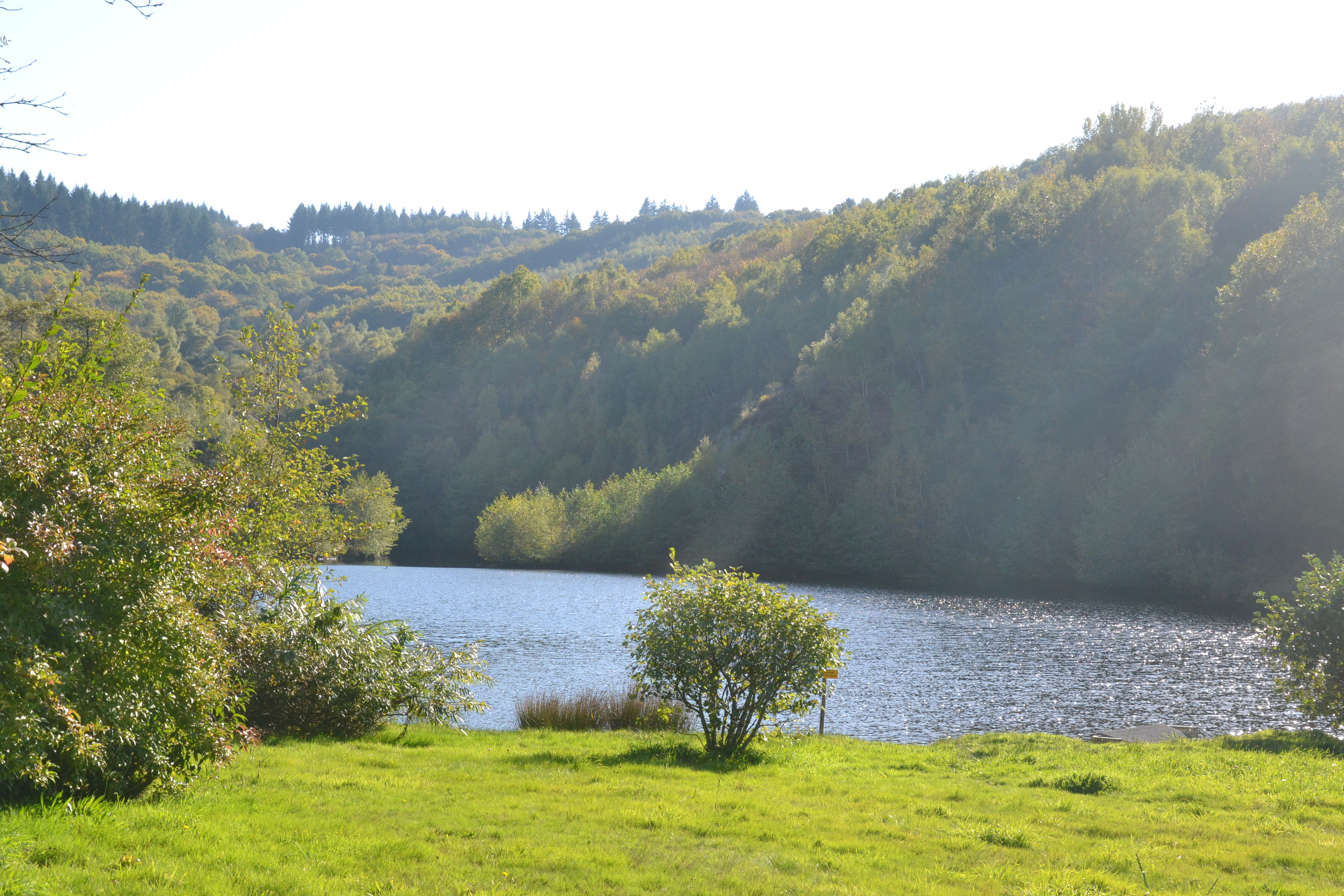
Site du Puy de l'Âge à Bersac-sur-Rivalier.

### Le granite

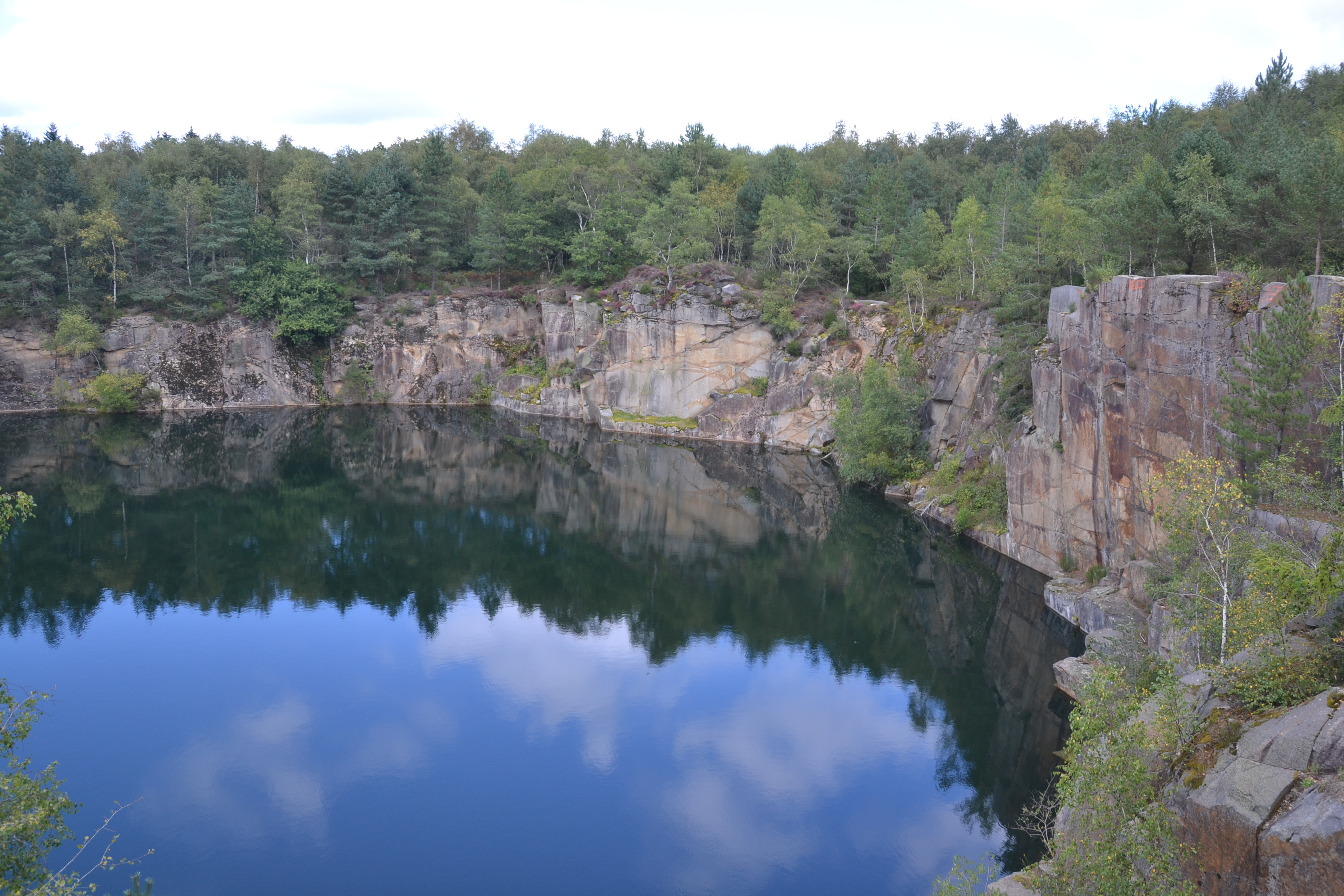
Ancienne carrière de granite du Maupuy en Creuse.

La nature granitique du sous-sol du Limousin, région établie sur le socle hercynien, a facilité l'exploitation historique de nombreuses carrières de granite. Rendue visible par le travail emblématique des maçons de la Creuse et les nombreux chaos rocheux qui ponctuent le paysage, l'extraction de la roche est encore ponctuellement d'actualité dans plusieurs carrières de la région. 
Plusieurs sites historiques demeurent encore visibles aujourd'hui. Cette activité économique est génératrice d'une mémoire sociale liée aux mouvements migratoires (maçons de la Creuse, immigration italienne).

Migrations et travail de la pierre
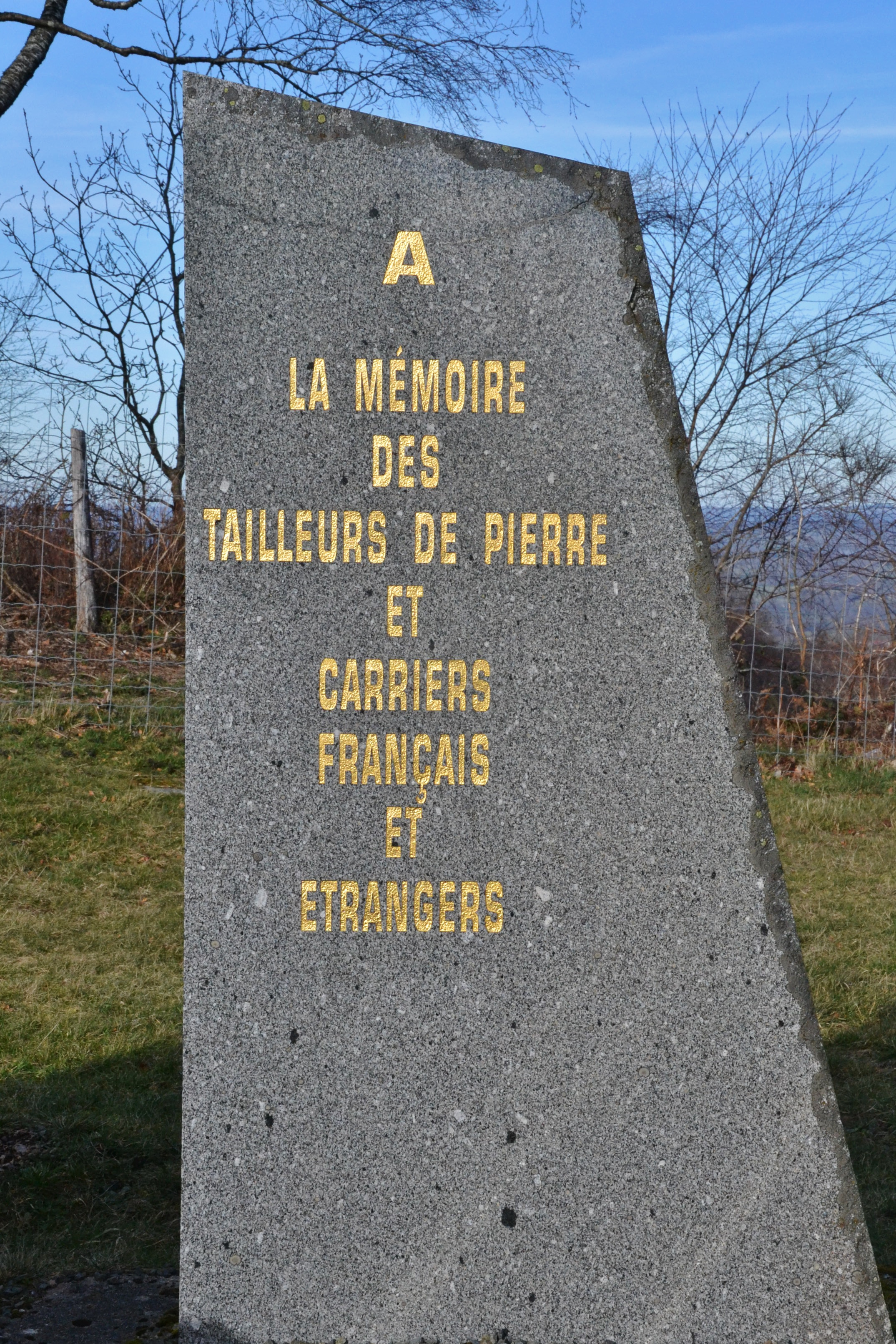
Stèle honorant le travail des carriers français et étrangers (site du Maupuy).
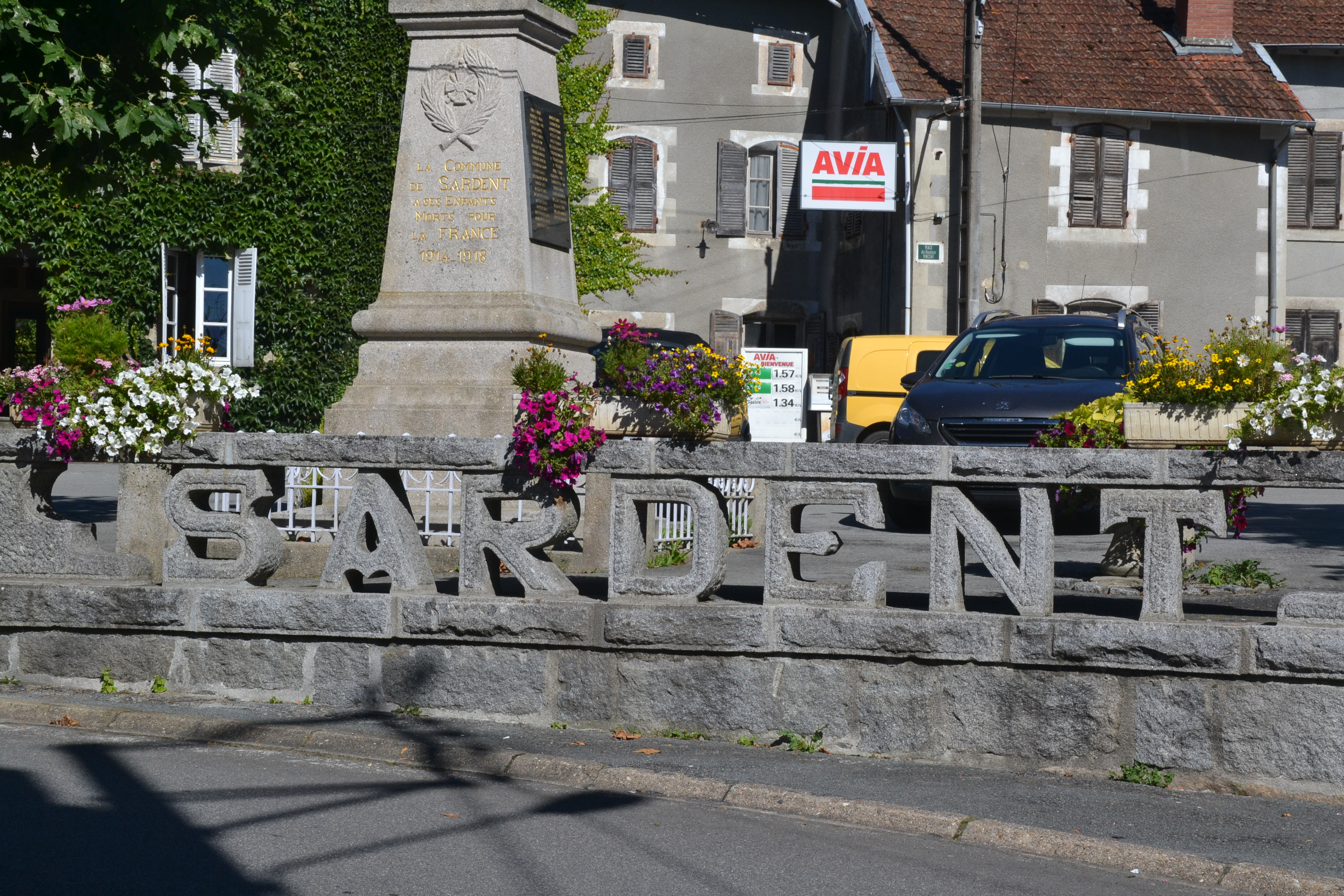
Le nom de la commune de Sardent, sculpté par les tailleurs de pierre italiens fuyant le fascisme.

### Autres ressources

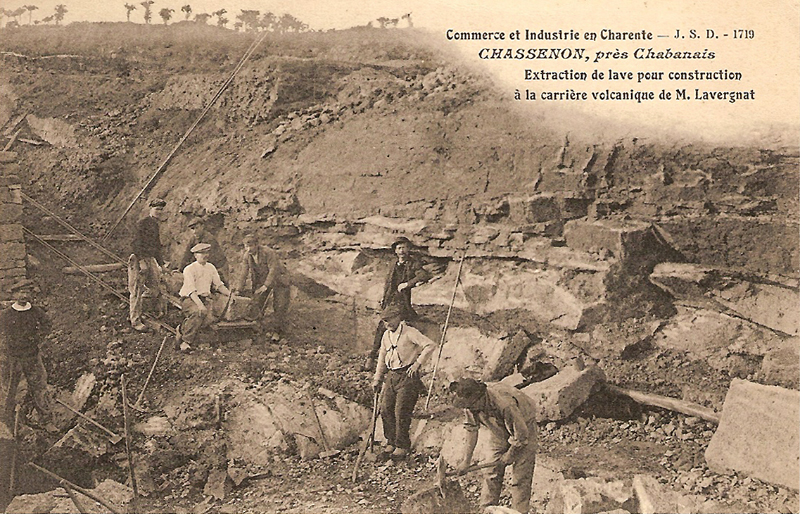
Extraction de « lave volcanique » à Chassenon, commune charentaise limitrophe du Limousin. On comprendra plus tard que cette roche est liée à l'impact d'une météorite.

À partir du VIIIe siècle av. J.-C. sont ouvertes des « ferrières », mais c'est avec l'occupation romain que l'exploitation des mines passe réellement de la dimension artisanale à une dimension plus industrielle. De nouveaux minerais sont exploités (comme le mercure à Peyrat-le-Château). L'étain (Ségur-le-Château, monts de Blond), le plomb argentifère (Mercœur et Les Farges, près d'Ussel où fut exploitée par ailleurs la barytine) ou le cuivre (Ayen), déjà découverts, sont d'autant plus prospectés et recueillis. Le plomb de la région de Saint-Germain-les-Belles fait l'objet de convoitises au début du XVIIIe siècle, mais les entreprises d'exploitation à une échelle industrielle sont un échec. L'exploitation de barytine des Farges entre 1974 et 1980 fut conséquente, puisque 110 000 tonnes furent produites. Dans le même temps, 35 000 tonnes de concentré de plomb et 100 tonnes d'argent furent extraites. Le site des Farges n'aurait été exploité qu'à moitié de ses ressources totales.
Ayant un temps suscité l'intérêt des prospecteurs du Commissariat à l'énergie atomique pour sa contenance en béryllium indispensable dans l'industrie aérospatiale et nucléaire civile, les gisements de béryl, ainsi que ceux de fluorine, irréguliers, ne seront finalement jamais l'objet d'exploitation d'ampleur. Le filon de béryl de Lussac-les-Églises a été abandonné dans les années 1980.
Le site du Puy-les-Vignes, situé près de Saint-Léonard-de-Noblat, est prospecté à partir de 1809. Mais ce n'est que dans les premières années du XXe siècle que le wolfram présent est effectivement exploité, alors que c'était précisément l'étain qui était recherché dans la zone. Fermé de 1920 à 1936 pour manque de rentabilité et coût trop important de la main d'œuvre, le site est rouvert jusqu'en 1955, notamment pour faire face à la demande en termes d'explosifs. Le résistant Georges Guingouin se fournit même secrètement à Puy-les-Vignes, pour réaliser la dynamite destinée aux sabotages sous l'Occupation. L'exploitation du wolfram constitue un fort apport financier pour le département de la Haute-Vienne, évalué à 2 milliards de francs de l'époque.
Découverte lors du percement du tunnel ferroviaire de Montjovis, en plein cœur de Limoges, la présence en Limousin d'antimoine sous forme de stibine va occasionner la création d'un site minier aux Biards, près de Glandon, en Haute-Vienne, et de deux autres en Creuse, à Mérinchal et en Corrèze, à Chanac-les-Mines.
En Corrèze, plusieurs gisements ardoisiers ont été exploités depuis le XVIe siècle, dans la région de Donzenac et Allassac. L'activité a été relancée de façon artisanale à Travassac dans les années 2010,.
La serpentine, présente dans plusieurs landes du sud de la Haute-Vienne, les brèches d'impact de l'astroblème de Rochechouart-Chassenon, ou le grès rouge du Midi corrézien (décelable dans l'architecture typique de Collonges-la-Rouge), constituent d'autres activités extractives ponctuelles et révolues.

Extractions variées
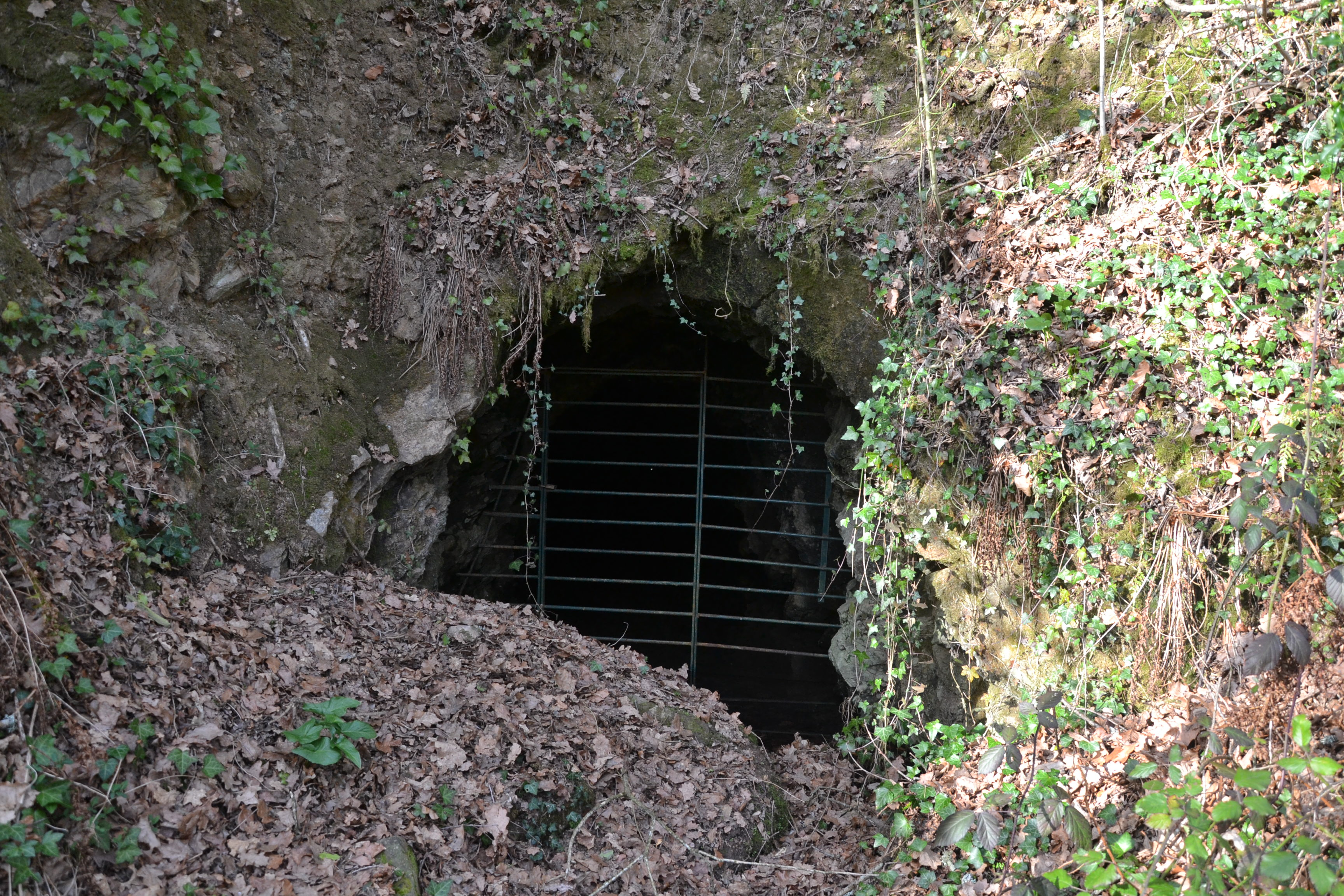
Ancienne mine de barytine à Rancon (Haute-Vienne).
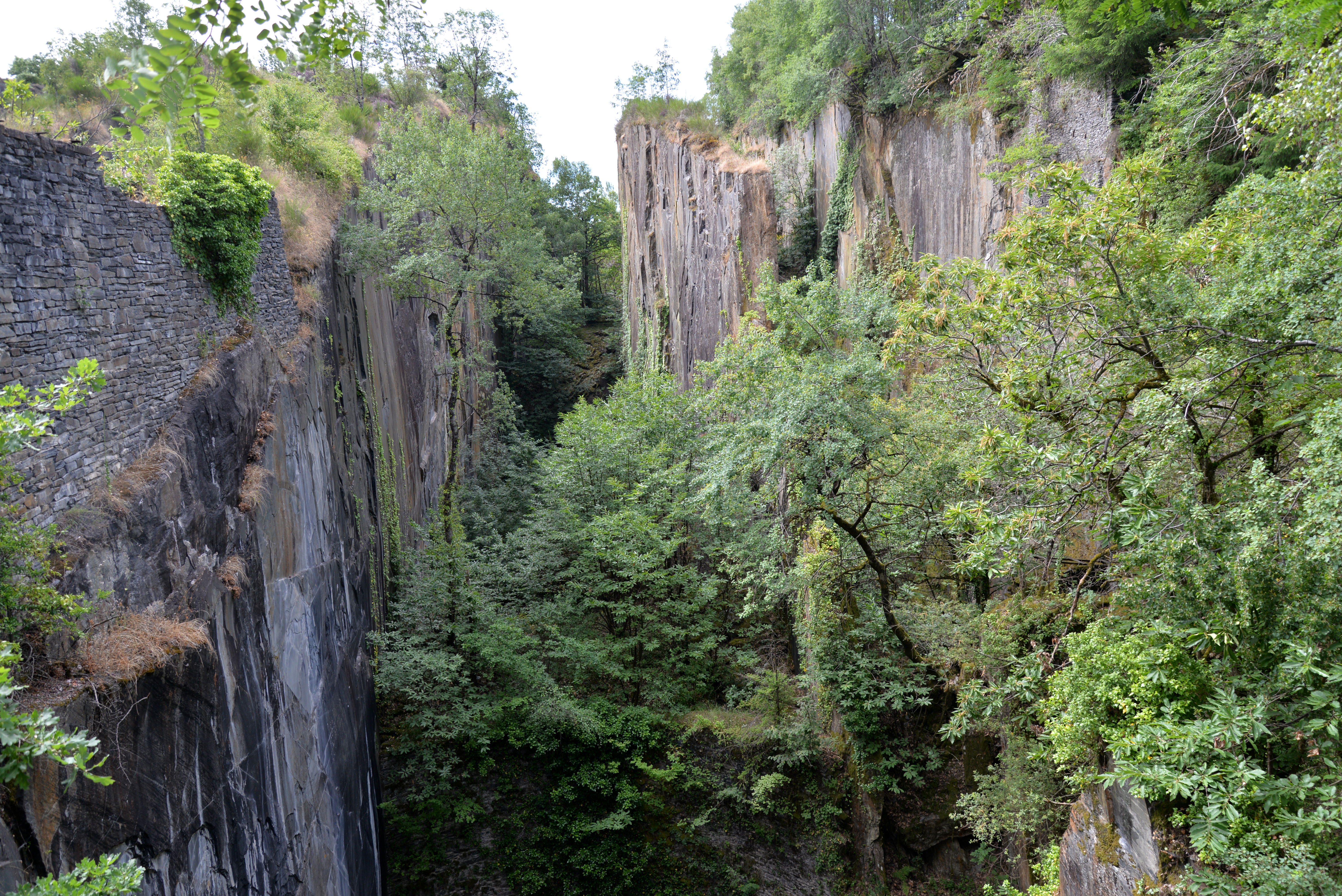
Anciennes ardoisières de Travassac (Corrèze).
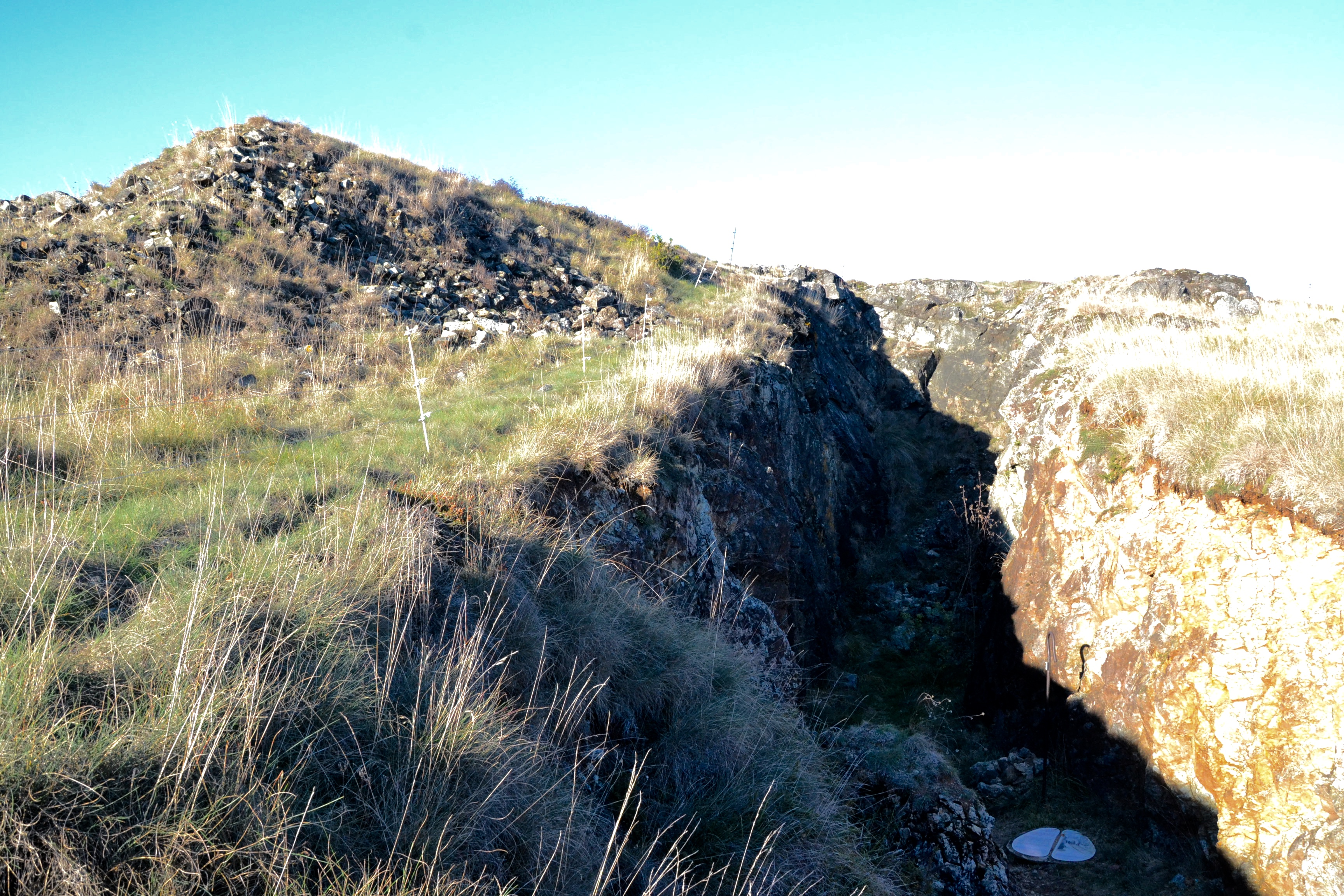
Ancienne carrière d'amiante, sur la lande de Saint-Laurent (Haute-Vienne).
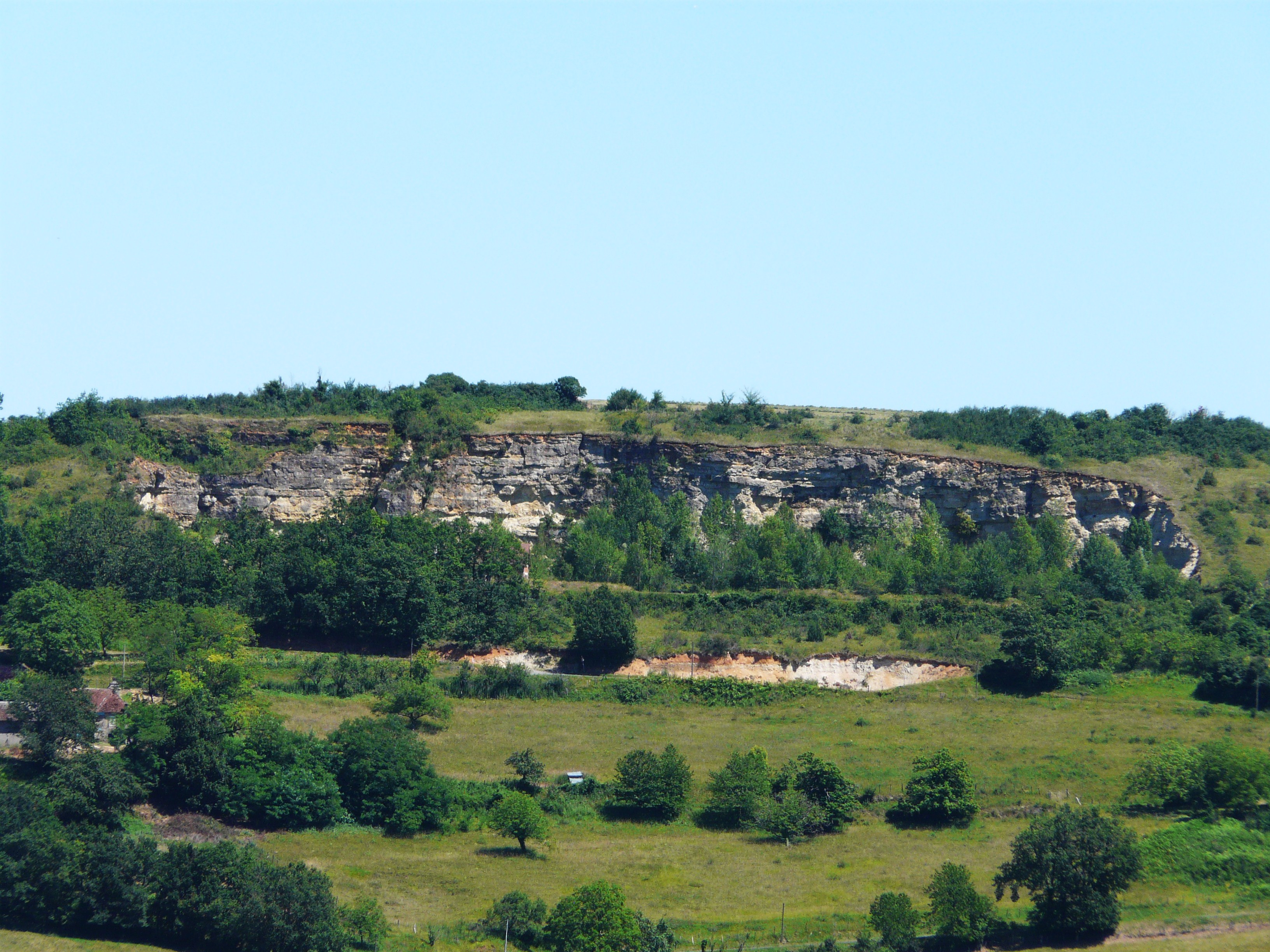
Ancienne carrière à Saint-Robert en Corrèze.

## Impact environnemental
L'activité minière a un impact environnemental et génère des conséquences sanitaires qui restent à préciser. Ainsi, la présence d'arsenic à proximité des sites miniers de Vaulry et Saint-Léonard-de-Noblat fait l'objet d'études.

## Valorisation

### Tourisme

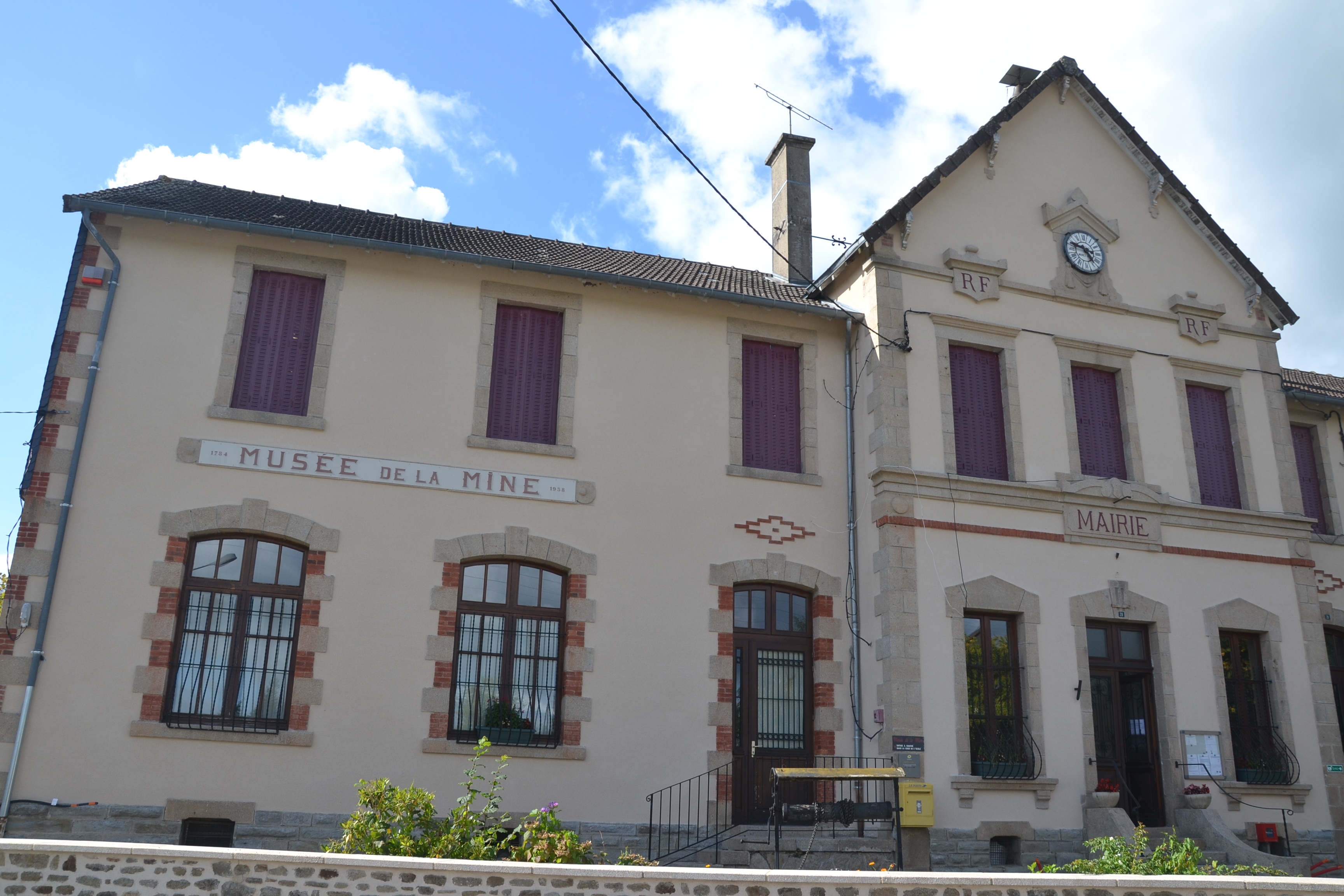
Le musée de la mine de Bosmoreau-les-Mines.

Deux anciens sites miniers ont fait l'objet d'une reconnaissance en tant que Monuments historiques : les houillères d'Ahun, inscrites depuis 2006 et l'ancienne carrière de Marcognac, classée depuis 2002.
L'exploitation de l'or a généré une petite activité touristique sur la commune du Chalard, où une « Maison de l'Or » a été ouverte. Elle propose un espace d'exposition et interprétation de l'histoire et du patrimoine minier aurifère, des visites de l'ancienne mine du Bourneix et des stages d'orpaillage. Il existe en outre un projet de valorisation de l'ancienne mine d'or de Lauriéras, près de Saint-Yrieix.

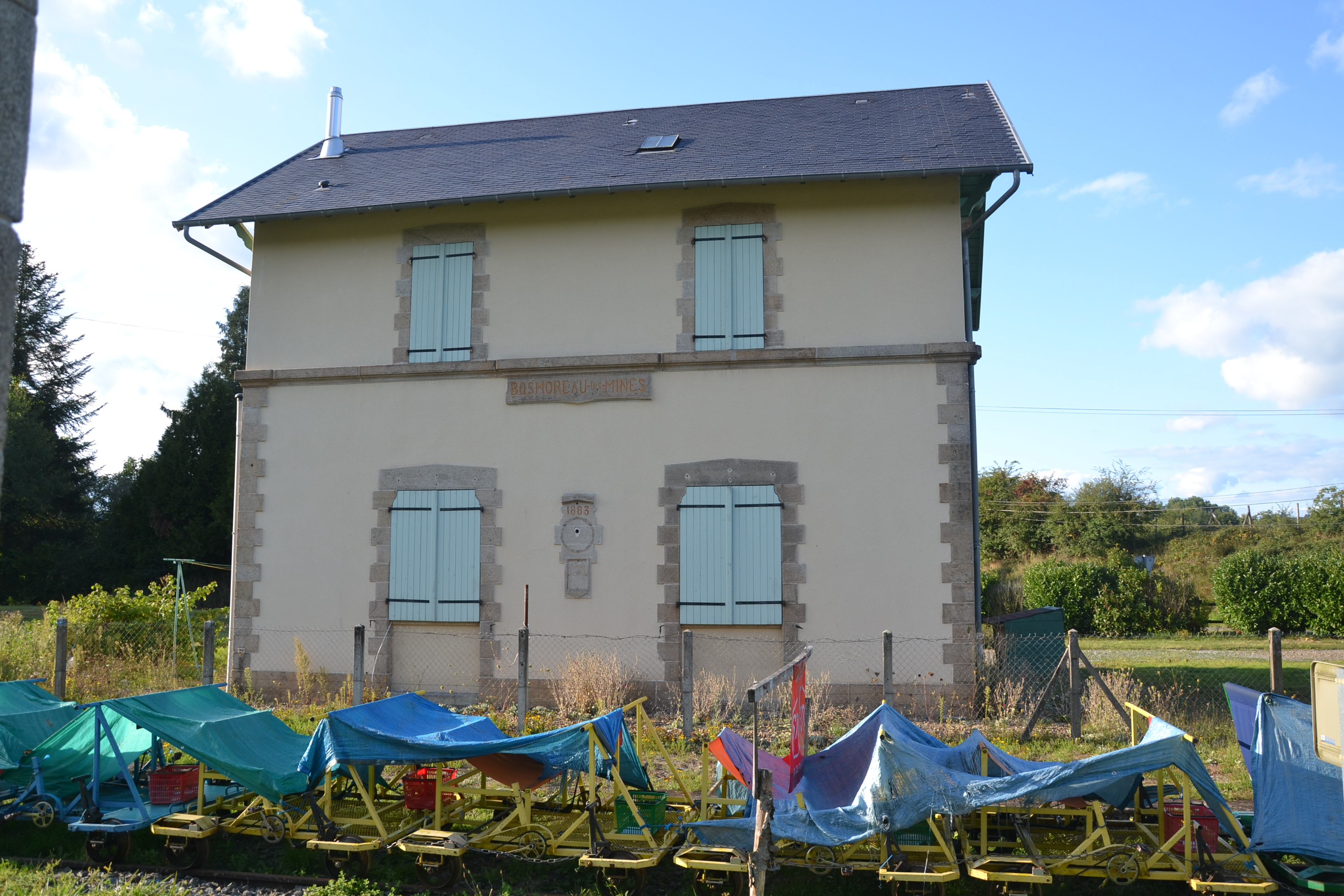
Le vélorail de la mine à Bosmoreau.

Urêka, le musée de la mine d'uranium de Bessines-sur-Gartempe, a été ouvert en 2013. Les villes d'Ambazac (musée de minéralogie et de pétrographie d'Ambazac) et d'Eymoutiers en Haute-Vienne accueillent toutes les deux un musée minéralogique. En Corrèze, le site ardoisier des pans de Travassac est également ouvert à la visite.
Plusieurs parcours d'interprétation ont également été mis en place sur le territoire (« Balade au-dessus de la mine » à Lavaveix-les-Mines, « Circuits de la mine » à Bosmoreau-les-Mines, sentier de l'ancienne mine de fer à Perpezac-le-Blanc, « Chemin des kaoliniers » à La Jonchère-Saint-Maurice…) de manière à proposer une offre s'inscrivant aussi dans le domaine du tourisme de petite randonnée pédestre. 
Ces projets de valorisation ne se réalisent pas sans difficultés liées à la complexité juridique, technique et écologique des héritages miniers.

Valorisation touristique du patrimoine minier
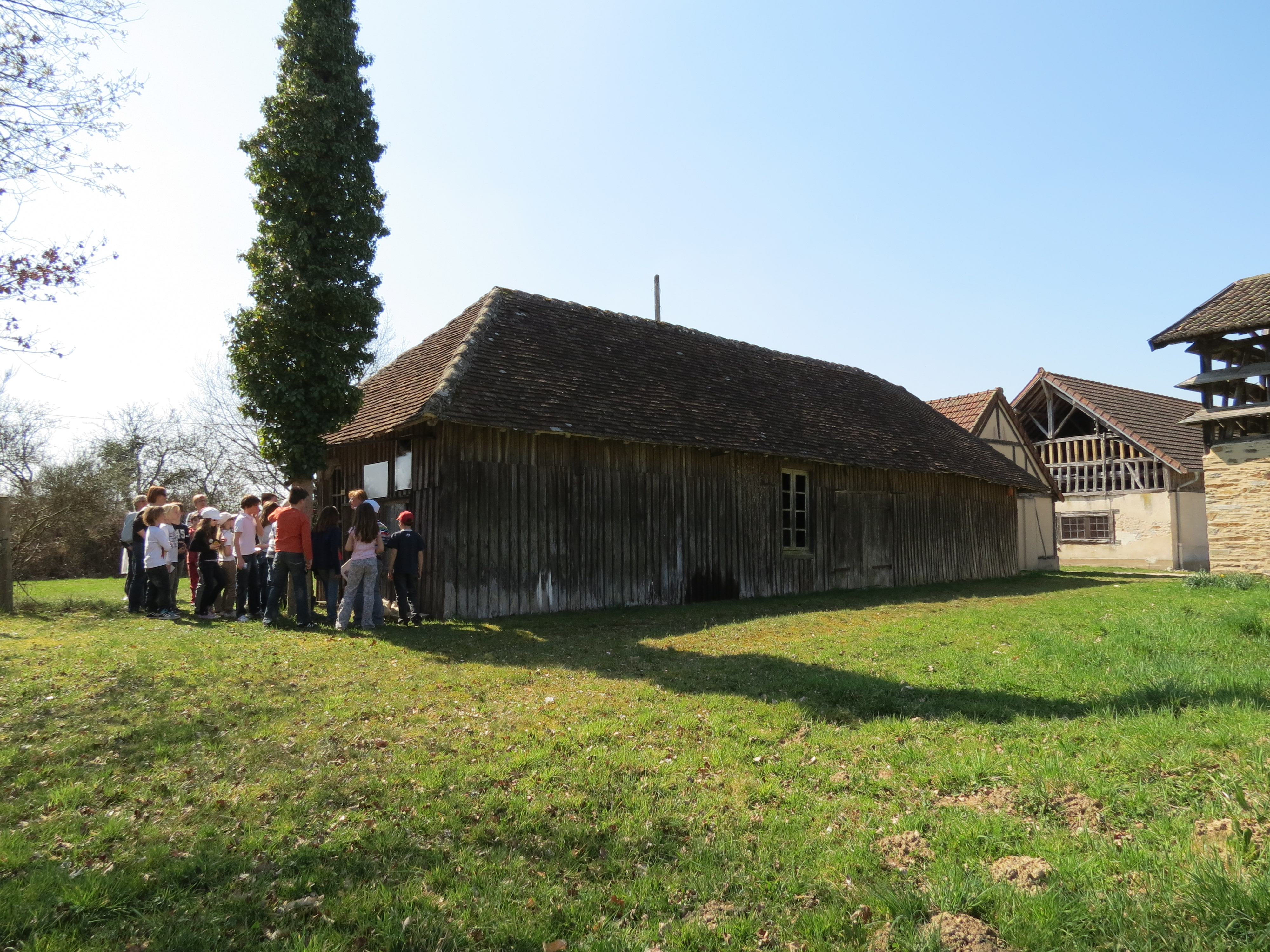
Visite guidée du site kaolinier de Marcognac.
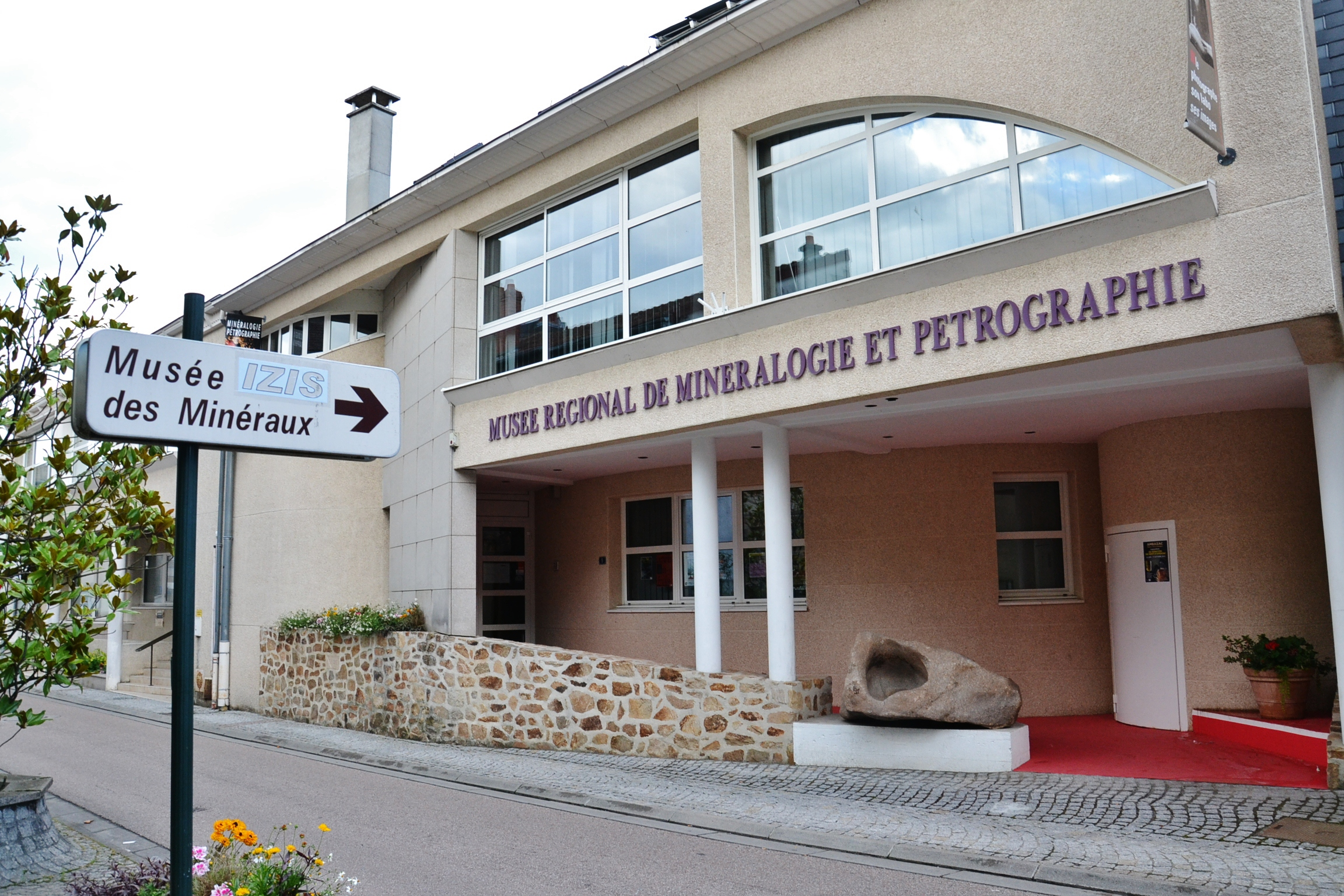
Musée de minéralogie d'Ambazac.
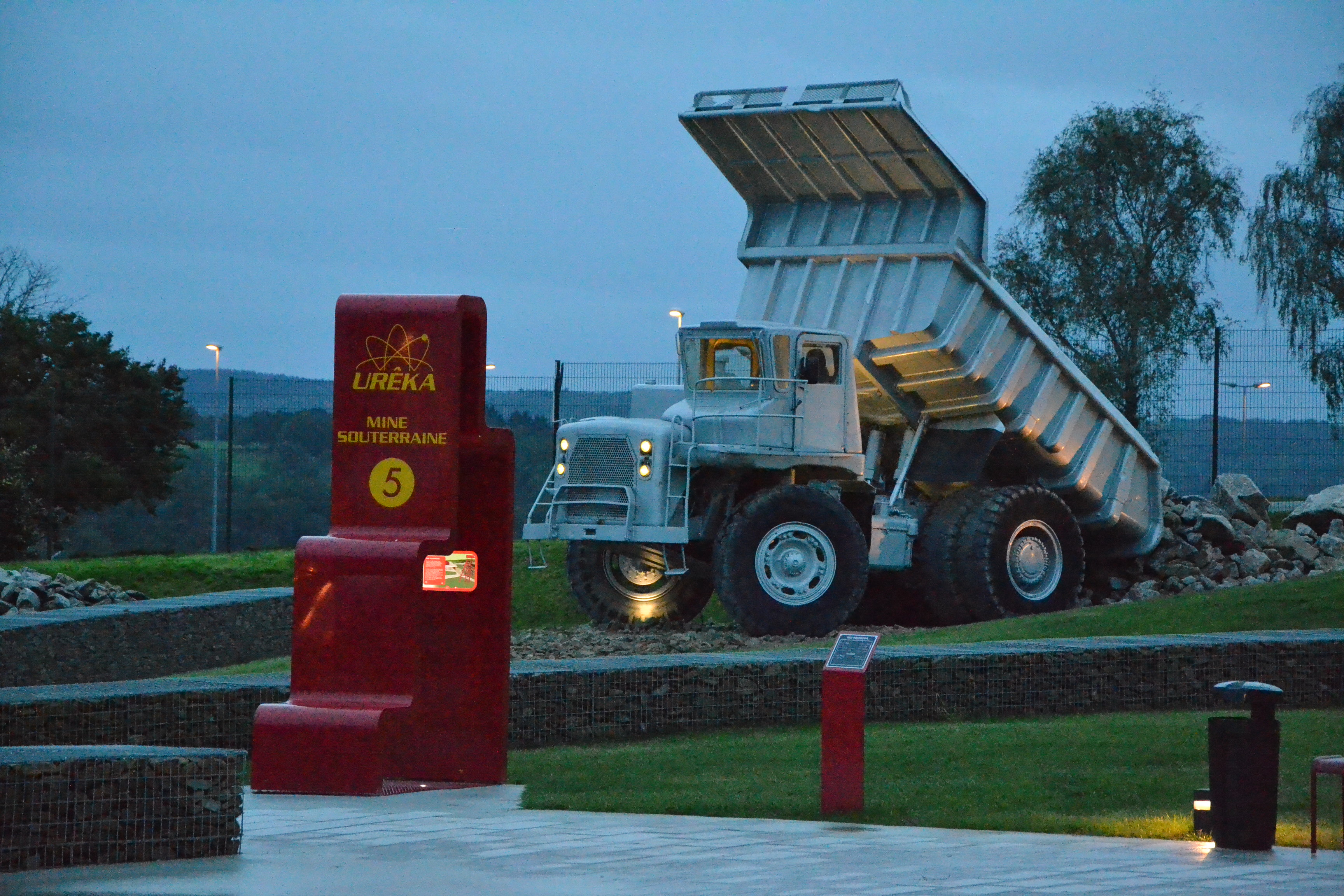
Urêka, musée de la mine d'uranium à Bessines-sur-Gartempe.
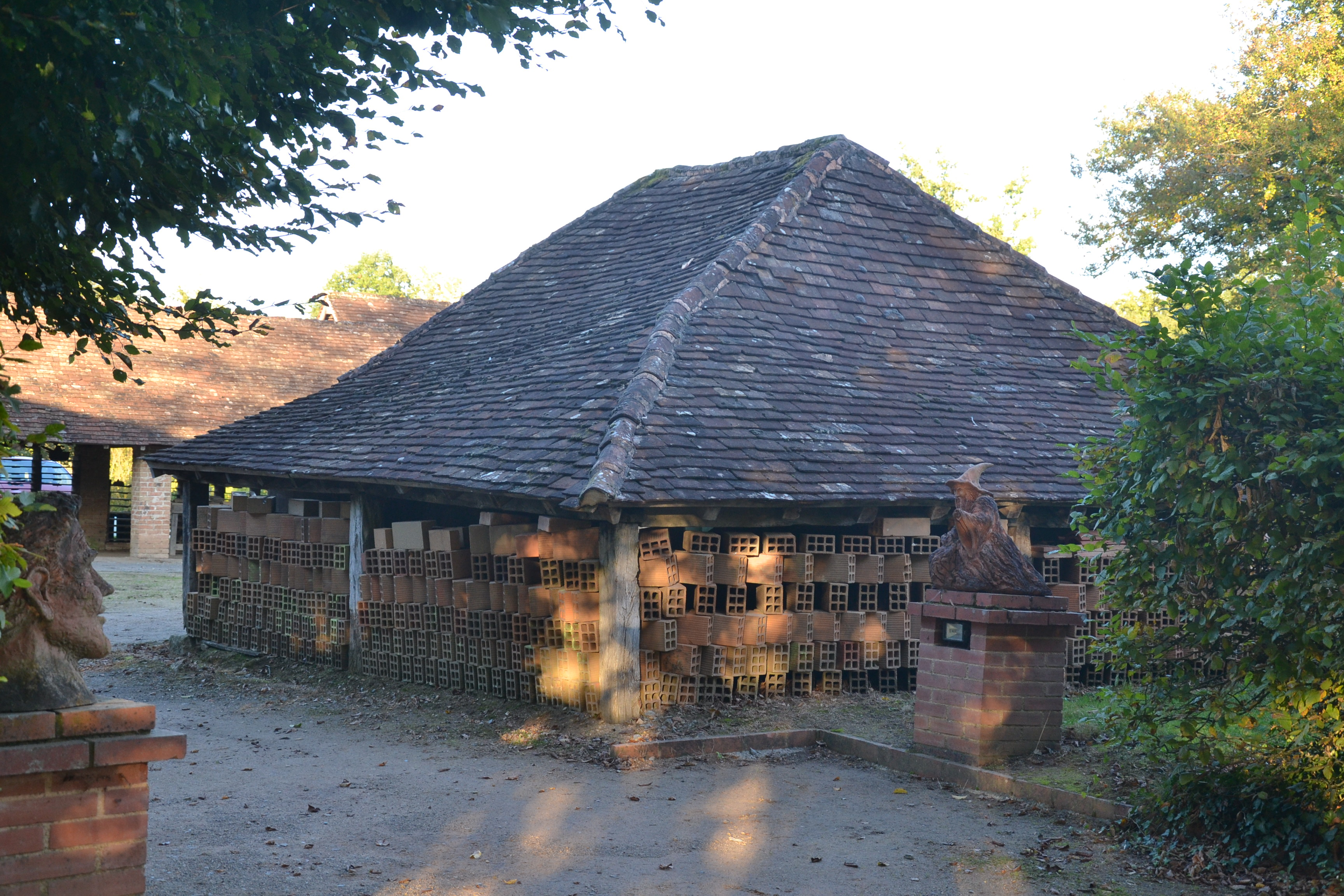
L'atelier-musée de la terre de Puycheny.
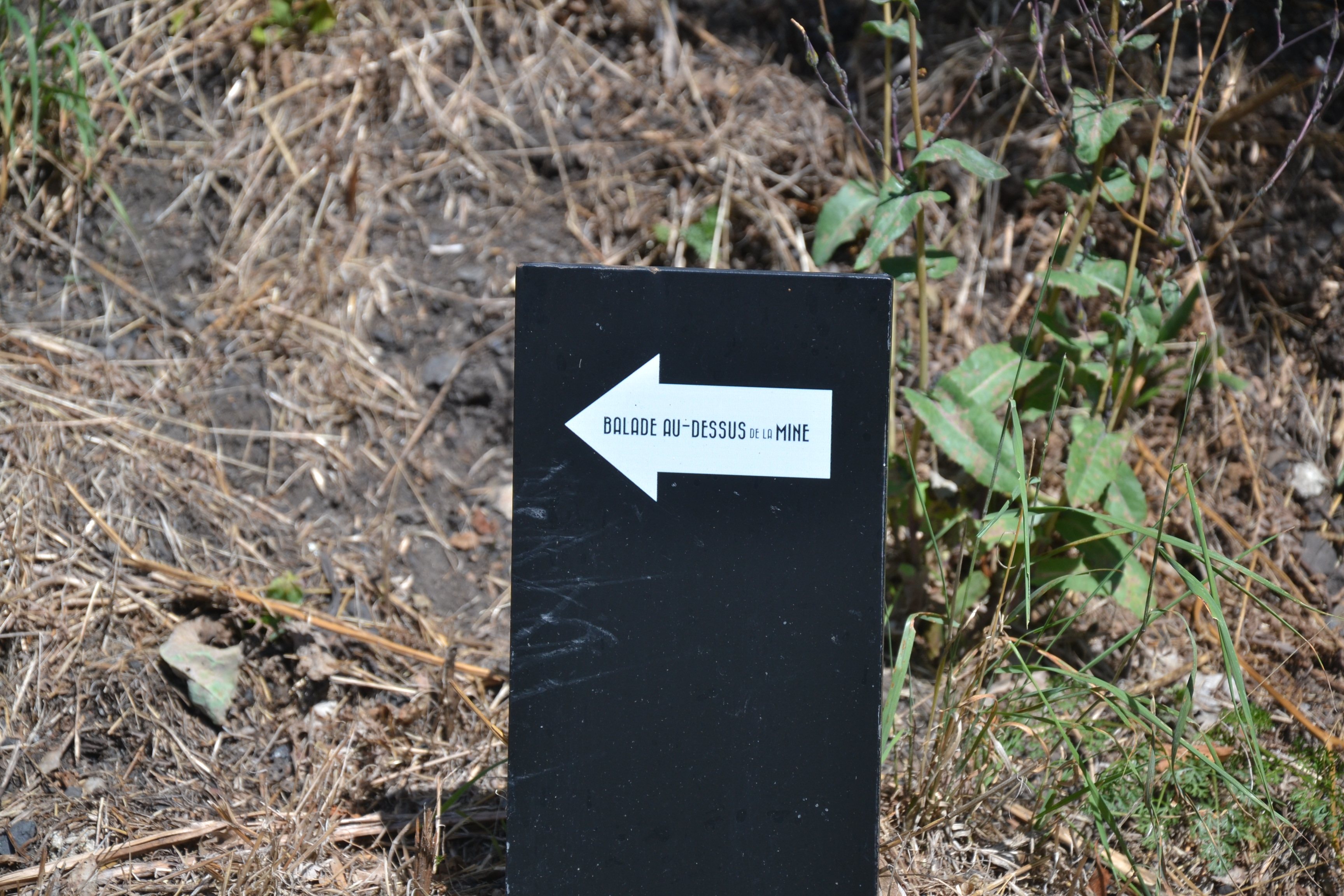
Le sentier d'interprétation de la mine à Lavaveix.
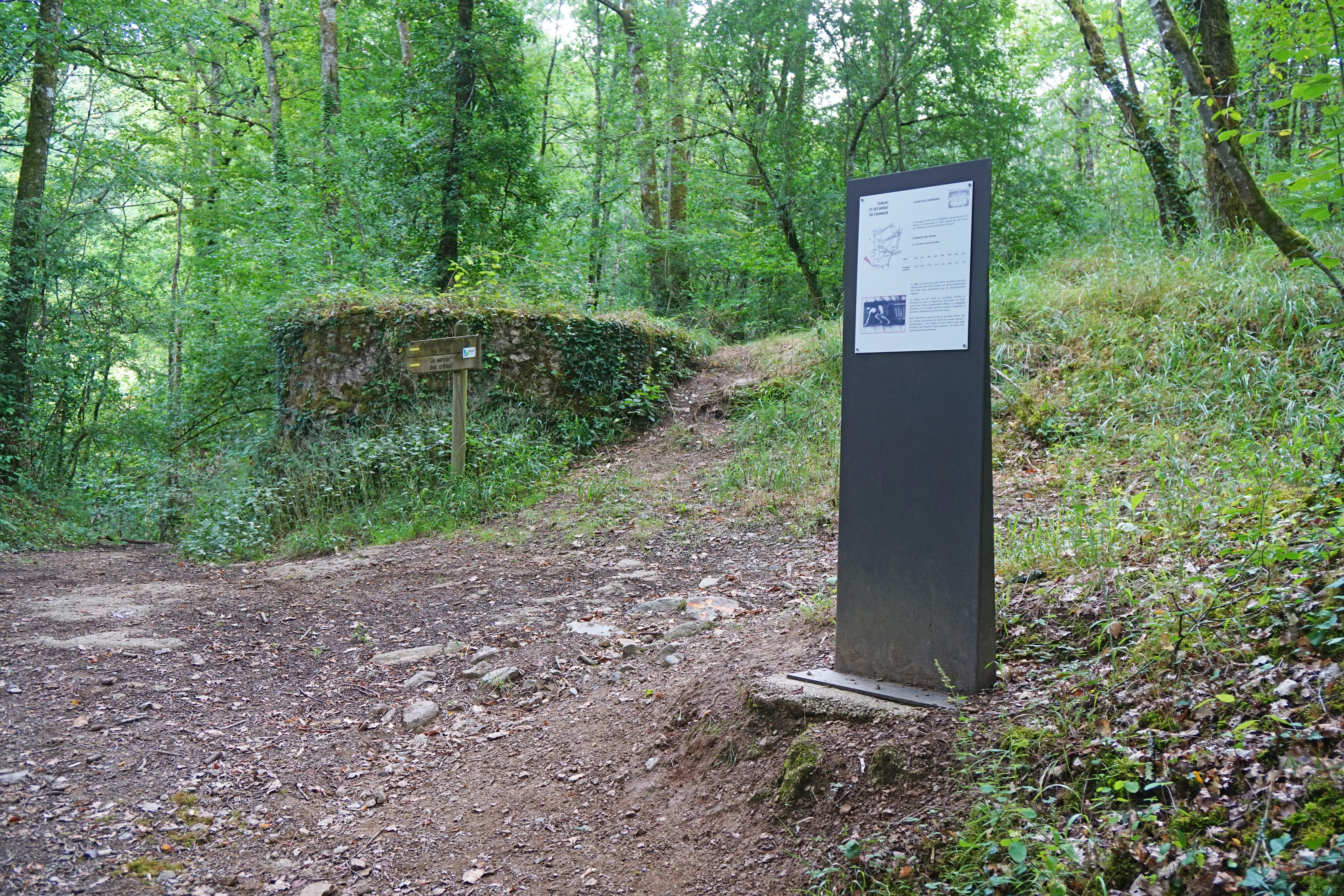
Parcours d'interprétation des houillères de Cublac.

### Reconversion économique et perspectives de relance

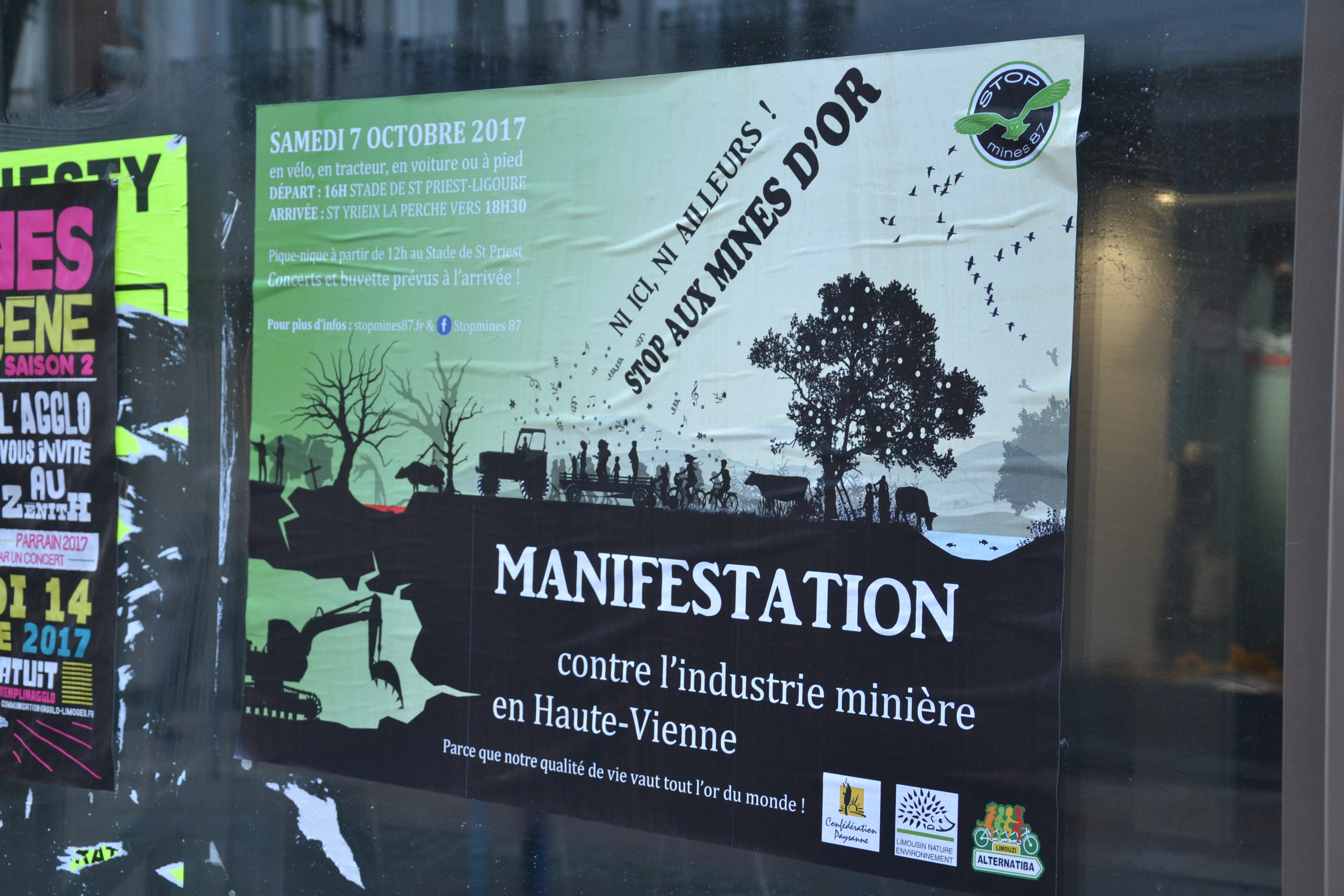
Affiche annonçant une manifestation d'opposition aux permis de recherche octroyés en Haute-Vienne.

Plusieurs projets miniers ont été énoncés dans les années 2010. En 2013, un permis de recherche est accordé sur le site de Villeranges à quelques kilomètres de l'ancienne mine d'or du Châtelet pour une éventuelle ouverture d'une mine d'or en 2020. Un autre projet existe dans le sud de la Haute-Vienne. Un arrêté daté du 22 décembre 2016 octroie un permis de recherche pour 5 ans à la société Cordier Mines (créée en 2014 par une société minière Australienne) sur un secteur de 261 km2, dans le sud du département (communes de Coussac-Bonneval, Château-Chervix, La Meyze, La Roche-l'Abeille, Ladignac-le-Long, Le Chalard, Meuzac, Saint-Priest-Ligoure, Saint-Yrieix-la-Perche et de Jumilhac-le-Grand).
Ces deux projets suscitent une opposition locale incarnée par les collectifs « Stop Mines 23 » et « Stop Mines 87 », mais sont soutenus par les deux ministres qui se succèdent au portefeuille de l'Industrie et de l'Économie entre 2012 et 2016, Arnaud Montebourg puis Emmanuel Macron. La mobilisation se poursuit à la fin des années 2010. En 2022, des permis d'exploitation sont accordés dans le sud de la Haute-Vienne, autour d'anciennes mines d'or pouvant receler encore de ce minerai, mais également d'autres tels le lithium, suscitant suspicion des collectifs associatifs et des élus.
Par ailleurs, certains sites miniers désaffectés ont fait l'objet d'une reconversion économique : c'est le cas des anciens ateliers de la mine de Lavaveix, devenus tiers-lieu soutenu par les acteurs publics et associatifs locaux,.